# Liste der Kulturdenkmale in der Friedrichstadt (Dresden)
Die Liste der Kulturdenkmale in der Friedrichstadt umfasst sämtliche Kulturdenkmale der Dresdner Gemarkung Friedrichstadt. Die Anmerkungen sind zu beachten.
Diese Liste ist eine Teilliste der Liste der Kulturdenkmale in Dresden.

Diese Liste ist eine Teilliste der Liste der Kulturdenkmale in Sachsen.

## Legende
- Bild: Bild des Kulturdenkmals, ggf. zusätzlich mit einem Link zu weiteren Fotos des Kulturdenkmals im Medienarchiv Wikimedia Commons. Wenn man auf das Kamerasymbol klickt, können Fotos zu Kulturdenkmalen aus dieser Liste hochgeladen werden:
- Bezeichnung: Denkmalgeschützte Objekte und ggf. Bauwerksname des Kulturdenkmals
- Lage: Straßenname und Hausnummer oder Flurstücknummer des Kulturdenkmals. Die Grundsortierung der Liste erfolgt nach dieser Adresse. Der Link (Karte) führt zu verschiedenen Kartendiensten mit der Position des Kulturdenkmals. Fehlt dieser Link, wurden die Koordinaten noch nicht eingetragen. Sind diese bekannt, können sie über ein Tool mit einer Kartenansicht einfach nachgetragen werden. In dieser Kartenansicht sind Kulturdenkmale ohne Koordinaten mit einem roten bzw. orangen Marker dargestellt und können durch Verschieben auf die richtige Position in der Karte mit Koordinaten versehen werden. Kulturdenkmale ohne Bild sind an einem blauen bzw. roten Marker erkennbar.
- Datierung: Baubeginn, Fertigstellung, Datum der Erstnennung oder grobe zeitliche Einordnung entsprechend des Eintrags in der sächsischen Denkmaldatenbank
- Beschreibung: Kurzcharakteristik des Kulturdenkmals entsprechend des Eintrags in der sächsischen Denkmaldatenbank, ggf. ergänzt durch die dort nur selten veröffentlichten Erfassungstexte oder zusätzliche Informationen
- ID: Vom Landesamt für Denkmalpflege Sachsen vergebene, das Kulturdenkmal eindeutig identifizierende Objekt-Nummer. Der Link führt zum PDF-Denkmaldokument des Landesamtes für Denkmalpflege Sachsen. Bei ehemaligen Kulturdenkmalen können die Objektnummern unbekannt sein und deshalb fehlen bzw. die Links von aus der Datenbank entfernten Objektnummern ins Leere führen. Ein ggf. vorhandenes Icon  führt zu den Angaben des Kulturdenkmals bei Wikidata.

## Friedrichstadt
| Bild                                    | Bezeichnung | Lage                                                                          | Datierung | Beschreibung | ID       |
| --------------------------------------- | --- | ----------------------------------------------------------------------------- | --- | --- | -------- |
|                                         | Mietshaus in geschlossener Bebauung | Adlergasse 1 (Karte)                                                          | um 1890 (Mietshaus) | Mietshaus in geschlossener Bebauung; historisierende Klinker-Sandstein-Fassade, mit Ladeneinbauten, baugeschichtlich von Bedeutung. | 09218582 |
|                                         | Mietshaus in Ecklage und geschlossener Bebauung | Adlergasse 1a (Karte)                                                         | um 1900 (Mietshaus) | Mietshaus (Weißeritzstraße 38 zusammen mit Adlergasse 1a), markantes Eckhaus mit breiter Straßenfront zur Seminarstraße, baugeschichtlich und stadtentwicklungsgeschichtlich von Bedeutung. | 09218769 |
| Direkt Bild zu diesem Denkmal hochladen | Mietshaus, ursprünglich in geschlossener Bebauung | Adlergasse 2 (Karte)                                                          | um 1860 (Mietshaus) | schlichtes, aber den Stadtteil prägendes Arbeiterwohnhaus, zeittypische sechsachsige Fassade, baugeschichtlich und sozialgeschichtlich von Bedeutung. | 09218584 |
|                                         | Mietshaus in geschlossener Bebauung | Adlergasse 3 (Karte)                                                          | um 1890 (Mietshaus) | zeittypische Klinker-Sandstein-Fassade, baugeschichtlich von Bedeutung | 09218585 |
|                                         | Mietshaus in ehemals geschlossener Bebauung | Adlergasse 5 (Karte)                                                          | um 1890 (Mietshaus) | zeittypische Klinker-Sandstein-Fassade, baugeschichtlich von Bedeutung | 09218586 |
|                                         | Mietshaus in ehemals geschlossener Bebauung | Adlergasse 9 (Karte)                                                          | um 1890 (Mietshaus) | historisierende Klinkerfassade, baugeschichtlich von Bedeutung | 09218587 |
| Direkt Bild zu diesem Denkmal hochladen | Mietshaus in halboffener Bebauung | Adlergasse 13 (Karte)                                                         | um 1898 (Mietshaus) | historisierende Putzfassade mit Stilelementen der Neogotik, baugeschichtlich und stadtentwicklungsgeschichtlich von Bedeutung. | 09218588 |
|                                         | Mietshaus in Ecklage und geschlossener Bebauung | Adlergasse 14 (Karte)                                                         | um 1870 (Mietshaus) | charakteristischer historisierender Putzbau mit verbrochener Ecke, baugeschichtlich und städtebaulich von Bedeutung. | 09218589 |
|                                         | Mietshaus in ehemals geschlossener Bebauung | Adlergasse 16 (Karte)                                                         | um 1895 (Mietshaus) | Mietshaus mit Seitenflügel; zeittypischer, historisierender Putzbau, baugeschichtlich von Bedeutung. | 09218590 |
|                                         | Mietshaus | Adlergasse 23 (Karte)                                                         | um 1860 (Mietshaus) | Teil der vorstädtischen Arbeiterwohnhäuser, einst Bestandteil einer Blockbebauung, baugeschichtlich und sozialgeschichtlich von Bedeutung. | 09218591 |
| Weitere Bilder                          | Asyl für Sieche; Städtisches Irren- und Siechenhaus; Pflegeheim Löbtauer Straße (Einzeldenkmale zu ID-Nr. 09305191)                                                                                | Altonaer Straße 2; 2a (Karte)                                                 | 1886–1900 (Pflegeheim) | Einzeldenkmale der Sachgesamtheit Asyl für Sieche: fünf Pflegehäuser, dreimal nur giebelständige Gebäudeteile erhalten; baugeschichtlich und sozialgeschichtlich bedeutend, heute Seniorenheim und Krankenhaus. | 09218693 |
|                                         | Mietshaus in Ecklage und halboffener Bebauung | Altonaer Straße 16 (Karte)                                                    | um 1899 (Mietshaus) | charakteristischer Wohnbau mit zeittypischer Klinkerfassade, baugeschichtlich und städtebaulich von Bedeutung. | 09218592 |
|                                         | Wohnhaus (mit drei Hausnummern) in offener Bebauung, mit Einfriedung | Altonaer Straße 17; 19; 21 (Karte)                                            | vor 1903 (Wohnhaus) | palaisartiger Wohngebäude für die Johann-Meyer-Stiftung, Fassade mit neobarocken Anklängen, baugeschichtlich und straßenbildprägend von Bedeutung. | 09218593 |
|                                         | Mietshaus in geschlossener Bebauung | Altonaer Straße 18 (Karte)                                                    | um 1898 (Mietshaus) | historisierende Klinker-Sandstein-Fassade mit reicher Gliederung, baugeschichtlich von Bedeutung, Hausflur mit Resten der Originalbemalung. | 09218594 |
|                                         | Mietshaus in geschlossener Bebauung | Altonaer Straße 20 (Karte)                                                    | um 1898 (Mietshaus) | markanter Bau mit historisierender Klinker-Sandstein-Fassade mit Stilelementen der Neorenaissance, baugeschichtlich bedeutend, Hausflur mit Originalbemalung (Schablonenmalerei). | 09218931 |
|                                         | Mietshaus in geschlossener Bebauung | Altonaer Straße 22 (Karte)                                                    | um 1898 (Mietshaus) | markanter Bau mit historisierender Klinker-Sandstein-Fassade mit Stilelementen der Neorenaissance, baugeschichtlich bedeutend. | 09218951 |
|                                         | Mietshaus in Ecklage und geschlossener Bebauung | Altonaer Straße 24 (Karte)                                                    | um 1898 (Mietshaus) | charakteristischer Wohnbau mit zeittypischer Klinkerfassade, baugeschichtlich und städtebaulich von Bedeutung. | 09218952 |
| Weitere Bilder                          | Bramsch-Denkmal | Am Bramschkontor (Karte)                                                      | 1920 (Denkmal) | Denkmal für Johann Ludwig Bramsch; anlässlich der Feierlichkeiten zum 100-jährigen Bestehen der Dresdner Presshefe- und Kornspiritusfabrik J. L. Bramsch im Juli 1920 aufgestellt, ortsgeschichtlich von Bedeutung. | 09306466 |
| Weitere Bilder                          | Kurfürstliche Wachsbleiche; Menageriegärten | Am Bramschkontor 1 (Karte)                                                    | 1770–1778 (Wohnhaus), 1770–1778 (Nebengebäude) | Zwei Wohn- und Wirtschaftsgebäude, dazugehöriger Garten, drei Toranlagen und Einfriedungsmauern; Teil der ehem. kurfürstlichen Wachsbleiche, charakteristische Putzbauten mit Krüppelwalmdach, baugeschichtlich und ortsgeschichtlich von Bedeutung (siehe auch Am Bramschkontor 2 [früher Friedrichstraße 56]). | 09218675 |
| Weitere Bilder                          | Hefe- und Spirituosenfabrik Bramsch (ehem.) | Am Bramschkontor 2 (Karte)                                                    | um 1905 (Wohn- und Bürogebäude), um 1770 (Einfriedung) | Wohn- und Verwaltungsgebäude der einstigen Hefe- und Spirituosenfabrik, ältere Toranlage mit seitlicher Pforte sowie Einfriedungsmauer; Wohn- und Verwaltungsgebäude in stilisierten neobarocken Formen, Toranlage ursprünglich Teil der kurfürstlichen Menagerie, Anlage trotz ihres rudimentären Charakters baugeschichtlich und ortsgeschichtlich von Bedeutung (siehe auch Am Bramschkontor 1 sowie Friedrichstraße 58a und 60b). | 09218673 |
|                                         | Mietshaus in ehemals halboffener Bebauung | Bauhofstraße 11 (Karte)                                                       | um 1865 (Mietshaus) | Mietshaus in ehemals halboffener Bebauung; schlichtes, am ehemaligen städtischen Straßenbauhof gelegenes Arbeiterwohnhaus, baugeschichtlich und sozialgeschichtlich von Bedeutung. | 09218595 |
| Weitere Bilder                          | Wohnhaus in ehemals geschlossener Bebauung | Bauhofstraße 15 (Karte)                                                       | um 1865 (Wohnhaus) | vorstädtisches Wohnhaus mit einfacher, aber charakteristischer Putzfassade, baugeschichtlich und sozialgeschichtlich von Bedeutung. | 09218596 |
|                                         | Wohnhaus in ehemals geschlossener Bebauung | Bauhofstraße 17 (Karte)                                                       | um 1865 (Wohnhaus) | vorstädtisches Wohnhaus mit einfacher, aber charakteristischer Putzfassade, baugeschichtlich und sozialgeschichtlich von Bedeutung. | 09218597 |
| Weitere Bilder                          | Wohnhaus in ehemals geschlossener Bebauung | Bauhofstraße 21 (Karte)                                                       | um 1865 (Wohnhaus) | vorstädtisches Wohnhaus mit einfacher, aber charakteristischer Putzfassade, baugeschichtlich und sozialgeschichtlich von Bedeutung. | 09218598 |
| Weitere Bilder                          | Wohnhaus in ehemals geschlossener Bebauung | Bauhofstraße 23 (Karte)                                                       | um 1865 (Wohnhaus) | vorstädtisches Wohnhaus mit einfacher, aber charakteristischer Putzfassade, baugeschichtlich und sozialgeschichtlich von Bedeutung. | 09218599 |
|                                         | Mietshaus in geschlossener Bebauung | Behringstraße 11 (Karte)                                                      | 1897–1898 (Mietshaus) | markante gelbe Klinkerfassade mit barockisierenden Stilelementen, baugeschichtlich und stadtentwicklungsgeschichtlich von Bedeutung | 09218600 |
|                                         | Mietshaus in geschlossener Bebauung | Behringstraße 13 (Karte)                                                      | bezeichnet 1893 (Mietshaus) | historisierende Klinker-Sandstein-Fassade, baugeschichtlich und stadtentwicklungsgeschichtlich von Bedeutung. | 09218601 |
|                                         | Mietshaus in geschlossener Bebauung | Behringstraße 14 (Karte)                                                      | um 1890 (Mietshaus) | markante, historisierende Klinker-Sandstein-Fassade mit Stilelementen der Neorenaissance, baugeschichtlich und stadtentwicklungsgeschichtlich von Bedeutung. | 09218602 |
|                                         | Mietshaus in geschlossener Bebauung | Behringstraße 16 (Karte)                                                      | um 1890 (Mietshaus) | historisierende Klinker-Sandstein-Fassade, baugeschichtlich und stadtentwicklungsgeschichtlich von Bedeutung. | 09218603 |
| Weitere Bilder                          | Verwaltungsgebäude der Eisenbahn | Behringstraße 22 (Karte)                                                      | 1894–1895 (Verwaltungsgebäude) | Verwaltungsgebäude der Eisenbahn in offener Bebauung; Bau der Staatseisenbahnen, markantes und gestalterisch anspruchsvolles Gebäude mit historisierender Klinkerfassade, baugeschichtlich und eisenbahngeschichtlich von Bedeutung. | 09218604 |
| Weitere Bilder                          | Mietshaus in geschlossener Bebauung | Behringstraße 36 (Karte)                                                      | um 1897 (Mietshaus) | charakteristische Klinker-Sandstein-Fassade, Teil einer markanten Blockbebauung, baugeschichtlich und stadtentwicklungsgeschichtlich von Bedeutung. | 09218605 |
| Weitere Bilder                          | Mietshaus in geschlossener Bebauung | Behringstraße 38 (Karte)                                                      | um 1897 (Mietshaus) | charakteristische Klinker-Sandstein-Fassade, Teil einer markanten Blockbebauung, baugeschichtlich und stadtentwicklungsgeschichtlich von Bedeutung. | 09218953 |
| Weitere Bilder                          | Mietshaus in geschlossener Bebauung | Behringstraße 40 (Karte)                                                      | um 1897 (Mietshaus) | charakteristische Klinker-Sandstein-Fassade, Teil einer markanten Blockbebauung, baugeschichtlich und stadtentwicklungsgeschichtlich von Bedeutung. | 09218954 |
| Weitere Bilder                          | Mietshaus in geschlossener Bebauung | Behringstraße 42 (Karte)                                                      | um 1897 (Mietshaus) | charakteristische Klinker-Sandstein-Fassade, Teil einer markanten Blockbebauung, baugeschichtlich und stadtentwicklungsgeschichtlich von Bedeutung. | 09218955 |
| Weitere Bilder                          | Mietshaus in geschlossener Bebauung | Behringstraße 44 (Karte)                                                      | um 1897 (Mietshaus) | charakteristische Klinker-Sandstein-Fassade, Teil einer markanten Blockbebauung, baugeschichtlich und stadtentwicklungsgeschichtlich von Bedeutung. | 09218956 |
| Weitere Bilder                          | Mietshaus in geschlossener Bebauung | Behringstraße 46 (Karte)                                                      | um 1897 (Mietshaus) | charakteristische Klinker-Sandstein-Fassade, Teil einer markanten Blockbebauung, baugeschichtlich und stadtentwicklungsgeschichtlich von Bedeutung. | 09218957 |
| Weitere Bilder                          | Mietshaus in geschlossener Bebauung | Behringstraße 48 (Karte)                                                      | um 1897 (Mietshaus) | charakteristische Klinker-Sandstein-Fassade, Teil einer markanten Blockbebauung, baugeschichtlich und stadtentwicklungsgeschichtlich von Bedeutung. Hausflur mit neobarocker Ausmalung. | 09218958 |
|                                         | Mietshaus in geschlossener Bebauung | Berliner Straße 8 (Karte)                                                     | um 1880 (Mietshaus) | historisierender Putzbau mit reich gegliederter Fassade, baugeschichtlich und stadtentwicklungsgeschichtlich von Bedeutung. | 09218606 |
|                                         | Mietshaus in geschlossener Bebauung | Berliner Straße 10 (Karte)                                                    | um 1880 (Mietshaus) | historisierender Putzbau mit reduzierter Fassade, baugeschichtlich und stadtentwicklungsgeschichtlich von Bedeutung. | 09218607 |
|                                         | Mietshaus in geschlossener Bebauung | Berliner Straße 12 (Karte)                                                    | um 1880 (Mietshaus) | historisierende Klinker-Sandstein-Fassade, baugeschichtlich und stadtentwicklungsgeschichtlich von Bedeutung. | 09218608 |
|                                         | Mietshaus in geschlossener Bebauung | Berliner Straße 16 (Karte)                                                    | um 1880 (Mietshaus) | historisierende Klinker-Sandstein-Fassade, baugeschichtlich und stadtentwicklungsgeschichtlich von Bedeutung. | 09218609 |
|                                         | Mietshaus in geschlossener Bebauung | Berliner Straße 18 (Karte)                                                    | bezeichnet 1883 (Mietshaus) | repräsentativer Bau mit aufwendiger historistischer Putz-Sandstein-Fassade, baugeschichtlich und stadtentwicklungsgeschichtlich von Bedeutung. | 09218610 |
|                                         | Mietshaus in geschlossener Bebauung | Berliner Straße 20 (Karte)                                                    | um 1880 (Mietshaus) | zurückhaltende Putz-Sandstein-Fassade, baugeschichtlich und stadtentwicklungsgeschichtlich von Bedeutung. | 09218611 |
|                                         | Mietshaus mit Hintergebäude (Hofflügel) in geschlossener Bebauung | Berliner Straße 22 (Karte)                                                    | bezeichnet 1888 (Mietshaus) | stattliches Mietshaus mit höchstem Repräsentationsanspruch in dieser Straße, baugeschichtlich und stadtentwicklungsgeschichtlich von Bedeutung. | 09218612 |
|                                         | Mietshaus in geschlossener Bebauung | Berliner Straße 24 (Karte)                                                    | um 1890 (Mietshaus) | historisierende Putz-Sandstein-Fassade, baugeschichtlich und stadtentwicklungsgeschichtlich von Bedeutung. | 09218613 |
|                                         | Mietshaus in Ecklage und geschlossener Bebauung | Berliner Straße 26 (Karte)                                                    | bezeichnet 1879 (Mietshaus) | charakteristische, historisierende Putz-Sandstein-Fassade, besonderer Akzent durch Eckrisalit mit Balkonachse, baugeschichtlich, stadtentwicklungsgeschichtlich und straßenbildprägend von Bedeutung. | 09218614 |
|                                         | Mietshaus in Ecklage und geschlossener Bebauung | Berliner Straße 28 (Karte)                                                    | um 1885 (Mietshaus) | charakteristische, historisierende Putz-Sandstein-Fassade, besonderer Akzent durch verbrochene Ecke mit Erker, baugeschichtlich, stadtentwicklungsgeschichtlich und straßenbildprägend von Bedeutung. | 09218615 |
| Direkt Bild zu diesem Denkmal hochladen | Mietshaus in geschlossener Bebauung | Berliner Straße 30 (Karte)                                                    | um 1890 (Mietshaus) | historisierende Putz-Sandstein-Fassade, baugeschichtlich und stadtentwicklungsgeschichtlich von Bedeutung. | 09218616 |
|                                         | Mietshaus in geschlossener Bebauung | Berliner Straße 32 (Karte)                                                    | um 1895 (Mietshaus) | historisierende Putz-Sandstein-Fassade, baugeschichtlich und stadtentwicklungsgeschichtlich von Bedeutung. | 09218617 |
| Direkt Bild zu diesem Denkmal hochladen | Mietshaus in geschlossener Bebauung | Berliner Straße 34 (Karte)                                                    | um 1895 (Mietshaus) | zeittypischer Bau mit historisierender Fassade, baugeschichtlich und stadtentwicklungsgeschichtlich von Bedeutung. | 09218618 |
| Direkt Bild zu diesem Denkmal hochladen | Mietshaus in halboffener Bebauung | Berliner Straße 36 (Karte)                                                    | um 1895 (Mietshaus) | historisierende Putz-Sandstein-Fassade, baugeschichtlich und stadtentwicklungsgeschichtlich von Bedeutung, erbaut als Beamtenwohnhaus des Güter- und Rangierbahnhofs Dresden-Friedrichstadt. | 09218619 |
|                                         | Beamtenwohnhaus in offener Bebauung | Berliner Straße 65 (Karte)                                                    | 1895–1896 (Beamtenwohnhaus) | eines der Beamtenwohnhäuser für den Rangierbahnhof Dresden-Friedrichstadt, später Wohnhaus der Familie Erich Heckels und Geschäftsstelle der Künstlergruppe „Brücke“, baugeschichtlich, ortsgeschichtlich und kunstgeschichtlich von Bedeutung. | 09218620 |
|                                         | Mietshaus in geschlossener Bebauung | Berliner Straße 72 (Karte)                                                    | um 1890 (Mietshaus) | zeittypischer Bau mit historisierender Fassade, baugeschichtlich und stadtentwicklungsgeschichtlich von Bedeutung. | 09218621 |
|                                         | Mietshaus in geschlossener Bebauung | Berliner Straße 74 (Karte)                                                    | um 1890 (Mietshaus) | zeittypischer Bau mit historisierender Fassade, baugeschichtlich und stadtentwicklungsgeschichtlich von Bedeutung. | 09218622 |
| Direkt Bild zu diesem Denkmal hochladen | Mietshaus in geschlossener Bebauung | Berliner Straße 76 (Karte)                                                    | Ende 19. Jh. (Mietshaus) | zeittypischer Bau mit historisierender Fassade, baugeschichtlich und stadtentwicklungsgeschichtlich von Bedeutung. | 09218623 |
| Direkt Bild zu diesem Denkmal hochladen | Mietshaus in geschlossener Bebauung | Berliner Straße 78 (Karte)                                                    | Ende 19. Jh. (Mietshaus) | charakteristisches und weitgehend authentisch erhaltenes historisierendes Gebäude, baugeschichtlich und stadtentwicklungsgeschichtlich von Bedeutung. | 09218624 |
|                                         | Mietshaus in geschlossener Bebauung | Berliner Straße 80 (Karte)                                                    | Ende 19. Jh. (Mietshaus) | zeittypischer Bau mit historisierender Fassade, baugeschichtlich und stadtentwicklungsgeschichtlich von Bedeutung. | 09218625 |
|                                         | Mietshaus in geschlossener Bebauung | Berliner Straße 82 (Karte)                                                    | Ende 19. Jh. (Mietshaus) | zeittypischer Bau mit historisierender Fassade, baugeschichtlich und stadtentwicklungsgeschichtlich von Bedeutung. | 09218626 |
|                                         | Mietshaus in halboffener Bebauung | Berliner Straße 84 (Karte)                                                    | um 1897 (Mietshaus) | markanter Bau mit historisierender Fassade, baugeschichtlich und stadtentwicklungsgeschichtlich bedeutend. | 09218627 |
|                                         | Medizinische Fachschule | Bodelschwinghstraße 1; 3 (Karte)                                              | 1928 (Fachschule), 1928 (Nebengebäude) | Hauptgebäude (Nr. 3) und Nebengebäude (Nr. 1) des ehemaligen Obdachlosenheims für Männer, erbaut von Paul Wolf, später Infektionskrankenhaus, heute Medizinische Fachschule sowie Einfriedung; zeittypischer Klinkerbau mit expressionistischem Einfluss, baugeschichtlich und sozialgeschichtlich von Bedeutung. | 09218628 |
|                                         | Mietshaus in geschlossener Bebauung | Bräuergasse 1 (Karte)                                                         | um 1895 (Mietshaus) | charakteristische Klinker-Sandstein-Fassade, baugeschichtlich und stadtentwicklungsgeschichtlich von Bedeutung. | 09218629 |
| Direkt Bild zu diesem Denkmal hochladen | Königliche Lymphanstalt (ehem.) | Bremer Straße 16 (Karte)                                                      | um 1910 (Lymphanstalt), um 1910 (Laboratorium) | Wohn- und Verwaltungsgebäude sowie rückwärtiges Laborgebäude; im Heimatstil errichtete Putzbauten, baugeschichtlich und ortsgeschichtlich von Bedeutung. | 09218630 |
| Weitere Bilder                          | Sachgesamtheit Äußerer Matthäusfriedhof | Bremer Straße 18 (Karte)                                                      | 1851 (Friedhof) | Sachgesamtheit Äußerer Matthäusfriedhof in seiner gewachsenen funktionellen und gestalterischen Einheit mit folgenden Einzeldenkmalen: Parentationshalle über L-förmigem Grundriss, neues Wohn- und Verwaltungsgebäude, Gedenkstätten für sowjetische Kriegsopfer im Grabfeld 17, 37 und J sowie für deutsche Kriegsopfer des Ersten und Zweiten Weltkrieges im Grabfeld 20 mit gartenkünstlerischer Gestaltung, fünf Grabstätten und Reste der Einfriedungsmauer einschließlich Toranlage und Tore (Einzeldenkmale ID-Nr. 09218631), mit gliederndem Wegesystem, Resten der struktur- und raumbildenden Bepflanzung (Gartendenkmal) sowie zwei Brunnen in der hippodromförmigen Fläche nordwestlich des Wohn- und Verwaltungsgebäudes (Sachgesamtheitsteile); baugeschichtlich, ortsgeschichtlich, personengeschichtlich und sepulkralgeschichtlich bedeutend. | 09305639 |
| Weitere Bilder                          | Äußerer Matthäusfriedhof: Parentationshalle, neues Wohn- und Verwaltungsgebäude, Gedenkstätten für Kriegsopfer (Einzeldenkmale zu ID-Nr. 09305639)                                                 | Bremer Straße 18 (Karte)                                                      | Anfang 20. Jh. (Grabmal), bezeichnet 1861 (Parentationshalle), 1905 (Friedhofsverwaltung), nach 1945 (Mahn- und Gedenkstätte Sowjetbürger), nach 1918 (Mahn- und Gedenkstätte Deutsche)                        | Einzeldenkmale der Sachgesamtheit Äußerer Matthäusfriedhof: Parentationshalle über L-förmigem Grundriss von Carl Adolf Canzler, neues Wohn- und Verwaltungsgebäude, Gedenkstätten für sowjetische Kriegsopfer im Grabfeld 17, 37 und J sowie für deutsche Kriegsopfer des Ersten und Zweiten Weltkrieges im Grabfeld 20 mit gartenkünstlerischer Gestaltung, fünf Grabstätten und Reste der Einfriedungsmauer einschließlich Toranlage und Tore; baugeschichtlich, ortsgeschichtlich, personengeschichtlich und sepulkralgeschichtlich bedeutend. | 09218631 |
| Weitere Bilder                          | Sachgesamtheit Neuer Katholischer Friedhof | Bremer Straße 20 (Karte)                                                      | 1875 (Friedhof) | Sachgesamtheit Neuer Katholischer Friedhof in seiner gewachsenen funktionellen und gestalterischen Einheit mit folgenden Einzeldenkmalen: Torhaus einschließlich Kapelle, Verwaltung und Wohnung des Friedhofsmeisters, Leichenhalle, denkmalwerten Grabstätten, Gedenkstätten mit ihrer gartenkünstlerischen Gestaltung für gefallene Soldaten des 1. und 2. Weltkrieges im Grabfeld H, für Opfer des Nationalsozialismus und der Bombenangriffe auf Dresden im Grabfeld K, für tschechoslowakische Opfer des Nationalsozialismus im Grabfeld I und für Opfer des Faschismus aus 13 Nationen und den USA im Grabfeld N, Brunnenbecken mit Figur, gliederndem Wegesystem, struktur- und raumbildender Bepflanzung (Gartendenkmal) sowie Einfriedungsmauer einschließlich Toranlage und Tore (Einzeldenkmale ID-Nr. 09218632); baugeschichtlich und ortsgeschichtlich sowie gartenkünstlerisch bedeutend. | 09305641 |
| Weitere Bilder                          | Neuer Katholischer Friedhof: Torhaus einschl. Kapelle, Verwaltung und Wohnung des Friedhofsmeisters, Leichenhalle, denkmalwerten Grabstätten und Gedenkstätten (Einzeldenkmale zu ID-Nr. 09305641) | Bremer Straße 20 (Karte)                                                      | 1875 (Friedhofstorhaus), um 1920 (Leichenhalle) | Einzeldenkmale der Sachgesamtheit Neuer Katholischer Friedhof: Torhaus einschl. Kapelle, Verwaltung und Wohnung des Friedhofsmeisters, Leichenhalle, denkmalwerten Grabstätten, Gedenkstätten mit ihrer gartenkünstlerischen Gestaltung für gefallene Soldaten des 1. und 2. Weltkrieges im Grabfeld H, für Opfer des Nationalsozialismus und der Bombenangriffe auf Dresden im Grabfeld K, für tschechoslowakische Opfer des Nationalsozialismus im Grabfeld I und für Opfer des Faschismus aus 13 Nationen und den USA im Grabfeld N, Brunnenbecken mit Figur, gliederndem Wegesystem, struktur- und raumbildender Bepflanzung (Gartendenkmal) sowie Einfriedungsmauer einschließlich Toranlage und Tore; baugeschichtlich und ortsgeschichtlich bedeutend. | 09218632 |
|                                         | Rhenania-Ossag Mineralölwerke | Bremer Straße 40 (Karte)                                                      | 1928 (Wohn- und Bürogebäude) | Wohn- und Verwaltungsgebäude in offener Bebauung, mit nördlichem Anbau; zeittypischer Klinkerbau zwischen Neuer Sachlichkeit und Expressionismus, baugeschichtlich und ortsgeschichtlich von Bedeutung. | 09218633 |
|                                         | Mietshaus in geschlossener Bebauung | Cottaer Straße 7 (Karte)                                                      | um 1895 (Mietshaus) | charakteristische Klinker-Sandstein-Fassade, Teil einer markanten Blockbebauung, baugeschichtlich und stadtentwicklungsgeschichtlich von Bedeutung. | 09218636 |
|                                         | Mietshaus in geschlossener Bebauung | Cottaer Straße 9 (Karte)                                                      | um 1895 (Mietshaus) | charakteristische Klinker-Sandstein-Fassade, Teil einer markanten Blockbebauung, baugeschichtlich und stadtentwicklungsgeschichtlich von Bedeutung. | 09218959 |
|                                         | Mietshaus in geschlossener Bebauung | Cottaer Straße 11 (Karte)                                                     | um 1895 (Mietshaus) | charakteristische Klinker-Sandstein-Fassade, Teil einer markanten Blockbebauung, baugeschichtlich und stadtentwicklungsgeschichtlich von Bedeutung. | 09218960 |
|                                         | Mietshaus in Ecklage und geschlossener Bebauung | Cottaer Straße 13 (Karte)                                                     | um 1895 (Mietshaus) | Putzbau mit verbrochener Ecke, Teil einer markanten Blockbebauung der Gründerzeit, stadtentwicklungsgeschichtlich von Bedeutung. | 09218961 |
|                                         | Wohnhaus in offener Bebauung | Cottaer Straße 25 (Karte)                                                     | um 1860 (Wohnhaus) | charakteristischer Putzbau, eines der ältesten Wohnhäuser des früheren Stadterweiterungsgebietes der Friedrichstadt, baugeschichtlich und stadtentwicklungsgeschichtlich von Bedeutung. | 09218638 |
|                                         | Wohnhaus in offener Bebauung | Cottaer Straße 27 (Karte)                                                     | um 1890 (Wohnhaus) | historisierendes Gebäude aus dem Ende des 19. Jahrhunderts mit zeittypischer Putzfassade, baugeschichtlich und stadtentwicklungsgeschichtlich bedeutend. | 09218639 |
|                                         | Reichsbahnausbesserungswerk Dresden (RAW) (ehem.) | Emerich-Ambros-Ufer 48; 50; 52 (Karte)                                        | 1890–1894 (Verwaltungsgebäude), um 1955 (VdN/OdF) | Drei Verwaltungsgebäude eines ehemaligen Reichsbahnausbesserungswerkes sowie OdF-Denkmal; repräsentative, frei stehende Klinkerbauten mit aufwändig gegliederten Fassaden, baugeschichtlich und eisenbahngeschichtlich von Bedeutung. | 09218640 |
|                                         | Reichsbahnausbesserungswerk (RAW) Dresden (ehem.) | Emerich-Ambros-Ufer 54; 56 (Karte)                                            | 1893–1894 (Eisenbahnerwohnhaus) | Eisenbahnerwohnhaus in offener Bebauung; Arbeiter- und Beamtenwohnhaus eines ehemaligen Reichsbahnausbesserungswerkes, großer Klinkerbau mit aufwendig dekorierter, mehrfarbiger Fassade, baugeschichtlich und eisenbahngeschichtlich von Bedeutung. | 09218641 |
|                                         | Reichsbahnausbesserungswerk (RAW) Dresden (ehem.) | Emerich-Ambros-Ufer 58; 60 (Karte)                                            | 1893–1894 (Eisenbahnerwohnhaus) | Eisenbahnerwohnhaus in offener Bebauung; Arbeiter- und Beamtenwohnhaus eines ehemaligen Reichsbahnausbesserungswerkes, großer Klinkerbau mit aufwendig dekorierter, mehrfarbiger Fassade, baugeschichtlich und eisenbahngeschichtlich von Bedeutung. | 09218642 |
|                                         | Reichsbahnausbesserungswerk (RAW) Dresden (ehem.) | Emerich-Ambros-Ufer 66; 68 (Karte)                                            | 1893–1894 (Eisenbahnerwohnhaus) | Eisenbahnerwohnhaus in offener Bebauung; Arbeiter- und Beamtenwohnhaus eines ehemaligen Reichsbahnausbesserungswerkes, großer Klinkerbau mit aufwendig dekorierter, mehrfarbiger Fassade, baugeschichtlich und eisenbahngeschichtlich von Bedeutung. | 09218644 |
|                                         | Reichsbahnausbesserungswerk (RAW) Dresden (ehem.) | Emerich-Ambros-Ufer 70; 72 (Karte)                                            | 1893–1894 (Eisenbahnerwohnhaus) | Eisenbahnerwohnhaus in offener Bebauung; Arbeiter- und Beamtenwohnhaus eines ehemaligen Reichsbahnausbesserungswerkes, großer Klinkerbau mit aufwendig dekorierter, mehrfarbiger Fassade, baugeschichtlich und eisenbahngeschichtlich von Bedeutung. | 09218645 |
| Direkt Bild zu diesem Denkmal hochladen | Reichsbahnausbesserungswerk (RAW) Dresden (ehem.) | Emerich-Ambros-Ufer 88 (Karte)                                                | um 1900 (Eisenbahnerwohnhaus) | Eisenbahnerwohnhaus in offener Bebauung; Wohnhaus eines ehemaligen Reichsbahnausbesserungswerkes, zeittypischer Klinkerbau, baugeschichtlich und eisenbahngeschichtlich von Bedeutung. | 09210587 |
| Direkt Bild zu diesem Denkmal hochladen | Reichsbahnausbesserungswerk (RAW) Dresden (ehem.) | Emerich-Ambros-Ufer 90 (Karte)                                                | um 1900 (Eisenbahnerwohnhaus) | Eisenbahnerwohnhaus in offener Bebauung; Wohnhaus eines ehemaligen Reichsbahnausbesserungswerkes, zeittypischer Klinkerbau, baugeschichtlich und eisenbahngeschichtlich von Bedeutung. | 09210588 |
| Weitere Bilder                          | Wohnhaus und Hintergebäude in offener Bebauung | Floßhofstraße 2; 2b (Karte)                                                   | um 1880 (Wohnhaus), um 1895 (Rückgebäude) | weitgehend original erhaltener Putzbau mit historisierender Fassade, baugeschichtlich und stadtentwicklungsgeschichtlich von Bedeutung. | 09218646 |
| Weitere Bilder                          | Mietshaus in Ecklage und offener Bebauung | Floßhofstraße 6 (Karte)                                                       | um 1890 (Mietshaus) | charakteristischer, historisierender Putzbau, baugeschichtlich und stadtentwicklungsgeschichtlich von Bedeutung. | 09218647 |
|                                         | Doppelwohnhaus in Ecklage und offener Bebauung | Flügelweg 2 (Karte)                                                           | 1903–1904 (Doppelwohnhaus) | Doppelwohnhaus der Eisenbahner-Wohnungsbaugenossenschaft in Ecklage und offener Bebauung (Flügelweg 2 und Hamburger Straße 59); siehe auch Flügelweg 4/6 und 8, für die Bediensteten des Werkstättenbahnhofs Dresden-Friedrichstadt errichtetes zeittypisches Wohnhaus mit Klinker-Putz-Fassade, baugeschichtlich, eisenbahngeschichtlich und sozialgeschichtlich von Bedeutung. | 09210591 |
|                                         | Doppelwohnhaus in offener Bebauung | Flügelweg 4; 6 (Karte)                                                        | 1901–1902 (Doppelwohnhaus) | Doppelwohnhaus der Eisenbahner-Wohnungsbaugenossenschaft, siehe auch Flügelweg 2 und 8 und Hamburger Straße 59, für die Bediensteten des Werkstättenbahnhofs Dresden-Friedrichstadt errichtetes zeittypisches Wohnhaus mit Klinker-Putz-Fassade, baugeschichtlich, eisenbahngeschichtlich und sozialgeschichtlich von Bedeutung. | 09218962 |
|                                         | Wohnhaus in offener Bebauung | Flügelweg 8 (Karte)                                                           | 1902–1903 (Wohnhaus) | Wohnhaus der Eisenbahner-Wohnungsbaugenossenschaft, siehe auch Flügelweg 2, 4 und 6 und Hamburger Straße 59, für die Bediensteten des Werkstättenbahnhofs Dresden-Friedrichstadt errichtetes zeittypisches Wohnhaus mit Klinker-Putz-Fassade, baugeschichtlich, eisenbahngeschichtlich und sozialgeschichtlich von Bedeutung. | 09218963 |
|                                         | Mietshaus in geschlossener Bebauung | Friedrichstraße 14 (Karte)                                                    | um 1900 (Mietshaus) | zeittypischer Bau mit historisierender Fassade, baugeschichtlich und stadtentwicklungsgeschichtlich bedeutend | 09218648 |
| Weitere Bilder                          | Manufakturhaus | Friedrichstraße 26 (Karte)                                                    | 1726 Baubeginn (Wohnhaus) | Wohnhaus in geschlossener Bebauung; Wohnhaus Fachwerkbau, symmetrische Fassadengliederung, eines der wenigen erhaltenen barocken Bürgerhäuser Dresdens aus dem 18. Jahrhundert, von baugeschichtlicher und stadtentwicklungsgeschichtlicher Bedeutung. | 09218652 |
|                                         | Mietshaus mit Ladenzone in geschlossener Bebauung | Friedrichstraße 27 (Karte)                                                    | 1897–1898 (Mietshaus) | charakteristischer, historisierende Mietshausbau mit Klinker-Sandstein-Fassade, baugeschichtlich und stadtentwicklungsgeschichtlich von Bedeutung. | 09218354 |
|                                         | Mietshaus in ehemals geschlossener Bebauung | Friedrichstraße 28 (Karte)                                                    | bezeichnet 1901 (Mietshaus) | markanter Bau mit zeittypischer Fassadengestaltung und Jugendstilelementen, baugeschichtlich und stadtentwicklungsgeschichtlich von Bedeutung. | 09218653 |
|                                         | Wohnhaus mit zwei Seitenflügeln in geschlossener Bebauung | Friedrichstraße 29 (Karte)                                                    | 1670 Kernbau (Wohnhaus) | eines der ältesten Häuser der Friedrichstadt mit einzigartiger Raumausstattung eines Bürgerhauses des 17. Jahrhunderts, baugeschichtlich, geschichtlich und künstlerisch von Bedeutung. | 09218654 |
|                                         | Wohnhaus in geschlossener Bebauung | Friedrichstraße 31 (Karte)                                                    | 1927 (Wohnhaus) | 1927 errichtetes Wohnhaus als Ersatz für einen Wohnbau des 18. Jahrhunderts, schlichte Putzfassade mit zwei großen Rundbogentoren, baugeschichtlich und stadtentwicklungsgeschichtlich von Bedeutung. | 09218656 |
|                                         | Wohnhaus in offener Bebauung | Friedrichstraße 32 (Karte)                                                    | um 1875 (Wohnhaus) | im hinteren Teil des Grundstücks gelegener zeittypischer Putzbau, baugeschichtlich von Bedeutung. | 09218655 |
|                                         | Wohnhaus in halboffener Bebauung | Friedrichstraße 33 (Karte)                                                    | um 1740 (Wohnhaus) | Wohnhaus in halboffener Bebauung mit rückwärtiger Hofbebauung; barocker Vierflügelbau mit Innenhof, eines der wenigen erhaltenen Bürgerhäuser Dresdens aus dem 18. Jahrhundert, baugeschichtlich und stadtentwicklungsgeschichtlich von Bedeutung. | 09218657 |
|                                         | Kindergarten | Friedrichstraße 34 (Karte)                                                    | um 1955 (Kindergarten) | markanter, qualitätvoller Bau der Wiederaufbauphase der frühen fünfziger Jahre, baugeschichtlich und sozialgeschichtlich von Bedeutung. | 09218658 |
|                                         | Duckwitz-Haus | Friedrichstraße 36 (Karte)                                                    | 1878 (Kindergarten) | Kindergarten; bezeichnendes Beispiel des Wiederaufbaus durch Arno Kiesling (1889–1963) in den frühen fünfziger Jahren und lokalhistorisch erwähnenswert als eines der wenigen wieder aufgebauten Häuser der Friedrichstadt, baugeschichtlich und sozialgeschichtlich von Bedeutung. | 09218659 |
|                                         | Mietshaus in Ecklage und ehemals geschlossener Bebauung | Friedrichstraße 37 (Karte)                                                    | um 1895 (Mietshaus) | markantes Eckhaus mit historisierender Klinker-Sandstein-Fassade, baugeschichtlich und stadtentwicklungsgeschichtlich von Bedeutung. | 09218660 |
|                                         | Wohnhaus in geschlossener Bebauung | Friedrichstraße 38 (Karte)                                                    | um 1765 (Wohnhaus) | eines der wenigen erhaltenen barocken Bürgerhäuser Dresdens aus dem 18. Jahrhundert, von baugeschichtlicher und stadtentwicklungsgeschichtlicher Bedeutung | 09218661 |
| Weitere Bilder                          | Sachgesamtheit Stadtkrankenhaus Friedrichstadt; Marcolinipalais; Neptunbrunnen | Friedrichstraße 39; 41 (Karte)                                                | 1867–1937 (Krankenhausanlage), 1740–1753 (Krankenhausgarten) | Sachgesamtheit Stadtkrankenhaus Friedrichstadt: Krankenhausanlage bestehend aus zahlreichen Einzeldenkmalen: Ärztehaus, Haus A (Marcolinipalais) bis Haus U sowie Gartenanlage; Anlage des Krankenhauses als ein Kulturdenkmal von besonderer baugeschichtlicher, geschichtlicher und künstlerischer Dichte. | 09305645 |
|                                         | Stadtkrankenhaus Friedrichstadt; Ärztehaus (Einzeldenkmal zu ID-Nr. 09305645) | Friedrichstraße 39 (Karte)                                                    | 1884 (Krankenhaus); 1953–1954, bez. 1954, Wiederaufbau (Krankenhaus); 1954 (Sgraffito) | Einzeldenkmal der Sachgesamtheit Stadtkrankenhaus Friedrichstadt: Ärztehaus mit Sgraffito im Eingangsbereich; Wiederaufbau des 1945 zerstörten Beamtenwohnhauses, das 1884 aus dem Brauhaus hervorgegangen war, Stilisierung der Fassade im Sinne der Architektur des »Nationalen Kulturerbes« in freier Anpassung an die Architektur des Marcolinipalais, baugeschichtlich und geschichtlich von Bedeutung. | 09218662 |
|                                         | Wohnhaus in geschlossener Bebauung mit Hof- und Hintergebäude | Friedrichstraße 40 (Karte)                                                    | um 1780 (Wohnhaus), um 1860 (Querflügel), um 1870 (Seitenflügel) | eines der wenigen erhaltenen barocken Bürgerhäuser Dresdens aus dem 18. Jahrhundert, von baugeschichtlicher und stadtentwicklungsgeschichtlicher Bedeutung. | 09218663 |
| Weitere Bilder                          | Stadtkrankenhaus Friedrichstadt; Marcolinipalais; Neptunbrunnen | Friedrichstraße 41 (Karte)                                                    | 1867 (Haus P), 1872–1878 (Haus N), 1892 (Haus M), 1895 (Pathologie mit Kapelle), 1920er Jahre (Küchentrakt), 1926–1928 (nördliche Anbau, Torhaus an Haus N), 1927–1928 (Haus S), 1935–1937 (Nordflügel Haus M) | Einzeldenkmale der Sachgesamtheit Stadtkrankenhaus Friedrichstadt: Haus A (Marcolinipalais) bis Haus U sowie Gartenanlage; Anlage des Krankenhauses als ein Kulturdenkmal von besonderer baugeschichtlicher, geschichtlicher und künstlerischer Dichte. | 09218664 |
|                                         | Wohnhaus in halboffener Bebauung und Seitenflügel | Friedrichstraße 42 (Karte)                                                    | um 1860 (Wohnhaus) | zeittypischer Bau mit historisierender Fassade, baugeschichtlich und stadtentwicklungsgeschichtlich von Bedeutung. | 09218665 |
| Weitere Bilder                          | Sachgesamtheit Innerer Matthäusfriedhof | Friedrichstraße 43 (Karte)                                                    | 1724–1732 (Friedhof) | Sachgesamtheit Innerer Matthäusfriedhof: Friedhof in seiner gewachsenen funktionellen und gestalterischen Einheit mit Saalkirche mit eingezogenem, quadratischem Westturm (Einzeldenkmale ID-Nr. 09218666), Friedhofsverwaltung, Aufbahrungshalle, 17 Grabmälern, zwei integrierten Rundbänken zwischen den Grabfeldern A und B, gliederndem Wegesystem und Einfriedungsmauer einschließlich dreier an der Friedrichstraße gelegener Eingänge mit Ziergittern (Einzeldenkmale ID-Nr. 09218964); baugeschichtlich, ortsgeschichtlich und sepulkralgeschichtlich von Bedeutung. | 09305648 |
| Weitere Bilder                          | Matthäuskirche; Innerer Matthäusfriedhof (Einzeldenkmal zu ID-Nr. 09305648) | Friedrichstraße 43 (Karte)                                                    | 1728–1732 (Kirche) | Einzeldenkmal der Sachgesamtheit Innerer Matthäusfriedhof: Matthäuskirche – Saalkirche mit eingezogenem, quadratischem Westturm; großer Putzbau mit hohem, nach Osten abgewalmtem Dach, Turm mit Glockengeschoss und Haube, Inneres modernisiert, bedeutendes Zeugnis barocker Kirchenbaukunst, baugeschichtlich, geschichtlich und straßenbildprägend von Bedeutung. Kirche, wahrscheinlich von Matthäus Daniel Pöppelmann, der auch in der Kirche beigesetzt wurde, nach Zerstörung 1945 ab 1974 rekonstruiert. | 09218666 |
| Weitere Bilder                          | Innerer Matthäusfriedhof (Einzeldenkmal zu ID-Nr. 09305648) | Friedrichstraße 43 (Karte)                                                    | 1724 (Friedhof), um 1890 (Friedhofsverwaltung), Ende 19. Jh. (Aufbahrungshalle) | Einzeldenkmale der Sachgesamtheit Innerer Matthäusfriedhof: Friedhofsverwaltung, Aufbahrungshalle, 17 Grabmale, zwei integrierte Rundbänke zwischen den Grabfeldern A und B, gliederndes Wegesystem und Einfriedungsmauer einschließlich dreier an der Friedrichstraße gelegener Eingänge mit Ziergittern; baugeschichtlich, ortsgeschichtlich und sepulkralgeschichtlich von Bedeutung. | 09218964 |
| Direkt Bild zu diesem Denkmal hochladen | Richter's Garten | Friedrichstraße 44 (Karte)                                                    | 1772 (Wohnhaus), um 1825 (Gartenhaus), 1981 (Gedenktafel) | Wohnhaus, Nebengebäude (sog. Gärtnerhaus), Gartenhaus und Garten sowie Einfriedung mit Gedenktafel; Wohngebäude Geburtshaus des Malers Adrian Ludwig Richter, zusammen mit der Friedrichstraße 46 die letzte bauliche Erinnerung an die zahlreichen Gartengrundstücke und Landhäuser des Viertels, baugeschichtlich, ortsgeschichtlich und heimatgeschichtlich von Bedeutung. | 09218667 |
|                                         | Wohnhaus in offener Bebauung und Gedenktafel | Friedrichstraße 46 (Karte)                                                    | 1841 oder 1842 (Wohnhaus), 1982 (Gedenktafel) | Putzbau mit rückseitigem Belvedereturm, baugeschichtlich und ortsgeschichtlich von Bedeutung. Ehem. Wohnhaus von Johann Andreas Schubert und August Röckel mit Gedenktafel an der Außenmauer. | 09218668 |
|                                         | Kath. Krankenhausstift; Essenius-Haus | Friedrichstraße 48 (Karte)                                                    | 1747 (Portal) | Portal des Vorderhauses; barockes Sandsteinportal, handwerklich-künstlerisch von Bedeutung. Ehem. Katholisches Krankenhausstift, Esseniussches Haus, nur Portal und Keller des Vorderhauses erhalten, die in einen Neubau (1999) integriert wurden. | 09218670 |
| Direkt Bild zu diesem Denkmal hochladen | Wohnhaus in halboffener Bebauung | Friedrichstraße 52 (Karte)                                                    | 1730 (Wohnhaus) | barockes Bürgerhaus, erbaut von Matthäus Daniel Pöppelmann, von baugeschichtlicher und stadtentwicklungsgeschichtlicher Bedeutung. | 09218671 |
| Weitere Bilder                          | Sachgesamtheit Alter Katholischer Friedhof; auch Innerer Katholischer Friedhof | Friedrichstraße 54 (Karte)                                                    | seit 1721 (Friedhof) | Sachgesamtheit des Friedhofs in seiner gewachsenen funktionellen und gestalterischen Einheit mit Kapelle St. Michael, Torhaus, 156 denkmalwerten Grabstätten, Einfriedungsmauer mit Eingangstor (Einzeldenkmale ID-Nr. 09218669, gleiche Anschrift), Leichenhaus und gliederndem Wegesystem (Sachgesamtheitsteile); zweitältester der erhaltenen Dresdner Stadtfriedhöfe, außerordentlicher kulturhistorischer Rang, da hier zahlreiche Persönlichkeiten beigesetzt wurden, die dem Hofe angehörten oder mit ihm in Verbindung standen und wegen der herausragenden künstlerischen Qualität zahlreicher Grabmale. | 09210017 |
| Weitere Bilder                          | Alter (Innerer) Katholischer Friedhof: Kapelle St. Michael, Torhaus und zahlreiche Grabstätten (Einzeldenkmale zu ID-Nr. 09210017)                                                                 | Friedrichstraße 54 (Karte)                                                    | 1740–1742 (Friedhofstorhaus), 1842 (Friedhofskapelle), 17.–20. Jh. (Grabmal), um 1740 (Einfriedung) | Einzeldenkmale der Sachgesamtheit Alter Katholischer Friedhof: Kapelle St. Michael, Torhaus, 156 denkmalwerte Grabstätten und Einfriedungsmauer mit Eingangstor; zweitältester der erhaltenen Dresdner Stadtfriedhöfe, außerordentlicher kulturhistorischer Rang, da hier zahlreiche Persönlichkeiten beigesetzt wurden, die dem Hofe angehörten oder mit ihm in Verbindung standen und wegen der herausragenden künstlerischen Qualität zahlreicher Grabmale. | 09218669 |
| Weitere Bilder                          | Aktienhäuser | Friedrichstraße 57; 59; 61; 63 (Karte)                                        | 1887–1895 (Wohnhaus) | Vier Wohnhäuser und zwei Hinterhäuser einer Häuserzeile; vom Gemeinnützigen Bauverein errichtet, frühes Beispiel der Bauvereinsbewegung, repräsentative Putzbauten mit aufwendiger Gliederung, baugeschichtlich und stadtentwicklungsgeschichtlich von Bedeutung. | 09218674 |
|                                         | Kurfürstliche Wachsbleiche; Menageriegärten | Friedrichstraße 58a (Karte)                                                   | 1770–1778 (Wohnhaus), 1770–1778 (Nebengebäude) | Zwei Wohn- und Wirtschaftsgebäude, dazugehöriger Garten, drei Toranlagen und Einfriedungsmauern; Teil der ehem. kurfürstlichen Wachsbleiche, charakteristische Putzbauten mit Krüppelwalmdach, baugeschichtlich und ortsgeschichtlich von Bedeutung (siehe auch Am Bramschkontor 2 [früher Friedrichstraße 56]). | 09218675 |
|                                         | Ostravorwerk (ehem.) | Friedrichstraße 60 (Karte)                                                    | 1568 (Vorwerk), 18. Jh. (Stall), 18. Jh. (Scheune) | Westliche Scheune (Ruine) und östlicher Kuhstall des ehemaligen Ostravorwerks; bauliche Überreste des 1945 zerstörten Vorwerks, geschichtlich von Bedeutung. | 09218676 |
|                                         | Portikus-Villa | Friedrichstraße 62 (Karte)                                                    | 1835 (Villa) | Villa; Wohnhaus des Ostragut-Pächters Portikus, baugeschichtlich und ortsgeschichtlich von Bedeutung. | 09218677 |
|                                         | Wohnhaus des Hegereiters; Hegereiterhaus | Friedrichstraße 64 (Karte)                                                    | 1720–1730 (Wohnhaus) | malerischer Fachwerkbau von baugeschichtlicher und ortsgeschichtlicher Bedeutung. | 09218678 |
| Weitere Bilder                          | XXI. Bezirksschule; Mädchenschule | Fröbelstraße 1 (Karte)                                                        | 1886–1887 (Schule) | Schulgebäude; erhaltener Bau einer ursprünglich aus fünf Gebäuden im Pavillonsystem errichteten Anlage von III. und XXI. Bezirksschule, Mädchenschule, ortsgeschichtlich bedeutend. | 09305918 |
|                                         | Fünf Wohnhäuser einer Wohnhausgruppe in offener Bebauung, mit Teilen der Einfriedung | Fröbelstraße 47; 49 (Karte)                                                   | bezeichnet 1906 (Wohnhaus) | nach einer einheitlichen Konzeption gestaltete Putzbauten mit barockisierender Fassade, baugeschichtlich und stadtentwicklungsgeschichtlich von Bedeutung. | 09218732 |
|                                         | Vier Wohnhäuser einer Wohnhausgruppe in offener Bebauung | Fröbelstraße 51; 53; 55; 57 (Karte)                                           | 1905 (Wohnhaus) | nach einer einheitlichen Konzeption gestaltete palaisartige Baugruppe mit barockisierender Fassade, baugeschichtlich und stadtentwicklungsgeschichtlich von Bedeutung. | 09218643 |
|                                         | Mietshaus in geschlossener Bebauung | Gambrinusstraße 1 (Karte)                                                     | um 1897 (Mietshaus) | charakteristischer spätgründerzeitlicher Bau mit historistischer Klinker-Sandstein-Fassade, Mitte betont, durch Quaderung massiver und tragend wirkendes Erdgeschoss, Geschosse darüber mit symmetrisch angeordneten Schmuck- und Gliederungselementen, baugeschichtlich von Bedeutung. | 09218689 |
|                                         | Mietshaus in geschlossener Bebauung | Gambrinusstraße 2 (Karte)                                                     | um 1897 (Mietshaus) | charakteristischer spätgründerzeitlicher Bau mit historistischer Klinker-Sandstein-Fassade, durch Quaderung massiver und tragend wirkendes Erdgeschoss, Geschosse darüber mit asymmetrisch angeordneten Schmuck- und Gliederungselementen, baugeschichtlich von Bedeutung. | 09218688 |
|                                         | Mietshaus in geschlossener Bebauung | Gambrinusstraße 3 (Karte)                                                     | um 1897 (Mietshaus) | charakteristischer spätgründerzeitlicher Bau mit historistischer Klinker-Sandstein-Fassade, Mitte betont, durch Quaderung massiver und tragend wirkendes Erdgeschoss, Geschosse darüber mit symmetrisch angeordneten Schmuck- und Gliederungselementen, baugeschichtlich von Bedeutung. | 09218965 |
|                                         | Mietshaus in geschlossener Bebauung | Gambrinusstraße 4 (Karte)                                                     | um 1897 (Mietshaus) | charakteristischer spätgründerzeitlicher Bau mit historistischer Klinker-Sandstein-Fassade, durch Quaderung massiver und tragend wirkendes Erdgeschoss, Geschosse darüber mit asymmetrisch angeordneten Schmuck- und Gliederungselementen, baugeschichtlich von Bedeutung. | 09218972 |
|                                         | Mietshaus in geschlossener Bebauung | Gambrinusstraße 5 (Karte)                                                     | um 1897 (Mietshaus) | charakteristischer spätgründerzeitlicher Bau mit historistischer Klinker-Sandstein-Fassade, Mitte betont, durch Quaderung massiver und tragend wirkendes Erdgeschoss, Geschosse darüber mit symmetrisch angeordneten Schmuck- und Gliederungselementen, baugeschichtlich von Bedeutung. | 09218966 |
|                                         | Mietshaus in geschlossener Bebauung | Gambrinusstraße 6 (Karte)                                                     | um 1897 (Mietshaus) | charakteristischer spätgründerzeitlicher Bau mit historistischer Klinker-Sandstein-Fassade, durch Quaderung massiver und tragend wirkendes Erdgeschoss, Geschosse darüber mit asymmetrisch angeordneten Schmuck- und Gliederungselementen, baugeschichtlich von Bedeutung. | 09218973 |
|                                         | Mietshaus in geschlossener Bebauung | Gambrinusstraße 7 (Karte)                                                     | um 1897 (Mietshaus) | charakteristischer spätgründerzeitlicher Bau mit historistischer Klinker-Sandstein-Fassade, breite Tordurchfahrt, durch Quaderung massiver und tragend wirkendes Erdgeschoss, Geschosse darüber mit symmetrisch angeordneten Schmuck- und Gliederungselementen, baugeschichtlich von Bedeutung. | 09218967 |
|                                         | Mietshaus in geschlossener Bebauung | Gambrinusstraße 8 (Karte)                                                     | um 1895 (Mietshaus) | charakteristischer spätgründerzeitlicher Bau mit historistischer Klinker-Sandstein-Fassade, durch Quaderung massiver und tragend wirkendes Erdgeschoss, Geschosse darüber mit asymmetrisch angeordneten Schmuck- und Gliederungselementen, baugeschichtlich von Bedeutung. | 09218974 |
|                                         | Mietshaus in geschlossener Bebauung | Gambrinusstraße 9 (Karte)                                                     | um 1897 (Mietshaus) | mit originaler Flurausstattung mit Malerei (als Dekorationsmalerei) und Stuckdekor, charakteristischer spätgründerzeitlicher Bau mit historistischer Klinker-Sandstein-Fassade, durch Quaderung massiver und tragend wirkendes Erdgeschoss, Geschosse darüber mit asymmetrisch angeordneten Schmuck- und Gliederungselementen, baugeschichtlich von Bedeutung. | 09218968 |
|                                         | Mietshaus in geschlossener Bebauung | Gambrinusstraße 10 (Karte)                                                    | um 1897 (Mietshaus) | charakteristischer spätgründerzeitlicher Bau mit historistischer Klinker-Sandstein-Fassade, durch Quaderung massiver und tragend wirkendes Erdgeschoss, Geschosse darüber mit symmetrisch angeordneten Schmuck- und Gliederungselementen, baugeschichtlich von Bedeutung. | 09218975 |
|                                         | Mietshaus in geschlossener Bebauung | Gambrinusstraße 11 (Karte)                                                    | um 1897 (Mietshaus) | charakteristischer spätgründerzeitlicher Bau mit historistischer Klinker-Sandstein-Fassade, durch Quaderung massiver und tragend wirkendes Erdgeschoss, Geschosse darüber mit asymmetrisch angeordneten Schmuck- und Gliederungselementen, baugeschichtlich von Bedeutung. | 09218969 |
|                                         | Mietshaus mit Hintergebäude in geschlossener Bebauung | Gambrinusstraße 12 (Karte)                                                    | um 1897 (Mietshaus) | charakteristischer Putzbau mit historisierender Fassade, im Inneren der beiden Gebäude noch Teile der Dekorationsmalerei aus der Entstehungszeit, baugeschichtlich bedeutend. | 09218976 |
|                                         | Mietshaus in geschlossener Bebauung und Hintergebäude | Gambrinusstraße 13 (Karte)                                                    | bezeichnet 1896 (Mietshaus) | markanter spätgründerzeitlicher Bau mit charakteristischer Klinker-Werkstein-Fassade, im Eingangsbereich originale Flurausstattung mit Malerei (als Dekorationsmalerei) und Stuckdekor, Teil eines geschlossen erhaltenen Straßenzuges seiner Zeit, baugeschichtlich bedeutend. | 09218970 |
|                                         | Mietshaus in geschlossener Bebauung | Gambrinusstraße 14 (Karte)                                                    | um 1897 (Mietshaus) | charakteristischer spätgründerzeitlicher Bau mit historistischer Klinker-Sandstein-Fassade, durch Quaderung massiver und tragend wirkendes Erdgeschoss, Geschosse darüber mit symmetrisch angeordneten Schmuck- und Gliederungselementen, baugeschichtlich von Bedeutung. | 09218977 |
|                                         | Mietshaus in geschlossener Bebauung | Gambrinusstraße 15 (Karte)                                                    | um 1897 (Mietshaus) | mit originaler Flurausstattung mit Malerei (als Dekorationsmalerei) und Stuckdekor, charakteristischer spätgründerzeitlicher Bau mit Klinker-Sandstein-Fassade, baugeschichtlich und in Teilen auch künstlerisch von Bedeutung. | 09218971 |
|                                         | Mietshaus in Ecklage und geschlossener Bebauung | Gambrinusstraße 16 (Karte)                                                    | um 1897 (Mietshaus) | charakteristischer spätgründerzeitlicher Bau mit historistischer Klinker-Sandstein-Fassade, durch Quaderung massiver und tragend wirkendes Erdgeschoss, Geschosse darüber mit symmetrisch angeordneten Schmuck- und Gliederungselementen, baugeschichtlich und städtebaulich von Bedeutung. | 09210594 |
|                                         | Sachgesamtheit Baugruppe Pennricher Straße mit zahlreichen Einzeldenkmalen | Gohliser Straße 35; 37; 39; 41; 45 (Karte)                                    | 1919–1925 (Siedlung) | Sachgesamtheit Baugruppe Pennricher Straße mit folgenden Einzeldenkmalen: Häuserzeile bestehend aus fünf Mehrfamilienhäusern (ID-Nr. 09210597, Gohliser Straße 35, 37, 39, 41, 45), Doppelwohnhaus (ID-Nr. 09306506, Hühndorfer Straße 1, 3), Häuserzeile bestehend aus neun Mehrfamilienhäusern (ID-Nr. 09210586, Pennricher Straße 8, 10, 12, 14, 16, 16b, 18, 18b, 20), Doppelwohnhaus (ID-Nr. 09210596, Unkersdorfer Straße 1, 3), Häuserzeile bestehend aus vier Mehrfamilienhäusern (ID-Nr. 09218736, Unkersdorfer Straße 2, 4, 6, 6b), Doppelwohnhaus (ID-Nr. 09218735, Unkersdorfer Straße 5, 5b) sowie sämtliche Einfriedungen als Sachgesamtheitsteile, im Quartier zwischen Pennricher-, Gohliser- und Unkersdorfer Straße gelegene Siedlung des Kleinwohnungsbauvereins Dresden, gesamte Anlage aus U-förmiger Baugruppe sowie Einzelgebäuden, traditionell gestaltet mit Lochfassade, Walm- bzw. Mansarddächern mit Schopf, Fledermausgaupen, stehenden Dachhäuschen, Risaliten usw., Akzentsetzung durch klassizistische Motive, wie Stürze mit Hängeplatten und Dreiecksgiebel mit Rundbogenfenstern, baugeschichtlich, sozialgeschichtlich und stadtentwicklungsgeschichtlich bedeutend. | 09306507 |
|                                         | Baugruppe Pennricher Straße: Häuserzeile bestehend aus fünf Mehrfamilienhäusern (Einzeldenkmale zu ID-Nr. 09306507)                                                                                | Gohliser Straße 35; 37; 39; 41; 43 (Karte)                                    | 1919–1920 (Mehrfamilienwohnhaus) | Einzeldenkmale der Sachgesamtheit Baugruppe Pennricher Straße: Häuserzeile bestehend aus fünf Mehrfamilienhäusern; Teil einer Siedlung des Kleinwohnungsbauvereins Dresden, mittels Torhaus mit Pennricher Straße 8 verbunden, traditionell gestaltete Bauten mit Lochfassade, Walm- bzw. Mansarddächern mit Schopf, Fledermausgaupen, stehenden Dachhäuschen, Risaliten usw., baugeschichtlich, sozialgeschichtlich und stadtentwicklungsgeschichtlich von Bedeutung. | 09210597 |
| Direkt Bild zu diesem Denkmal hochladen | Städtische Pflegerwohnungen | Gohliser Straße 38; 40; 42; 44; 46; 48; 50 (Karte)                            | um 1925 (Mehrfamilienwohnhaus) | Wohnanlage aus zwei im rechten Winkel zueinander stehenden Häuserzeilen mit Einfriedungen an Gohliser- und Pennricher Straße sowie Transformatorenhaus im Innenhof; als städtische Pflegerwohnungen vom Hochbauamt der Stadt errichtet, traditionelle Putz- und Klinkerbauten mit Walmdächern und spitz vortretenden Erkern, diese und die Steinsetzungen um die Hauseingänge als expressionistische Anklänge, baugeschichtlich und stadtentwicklungsgeschichtlich bedeutend. | 09210599 |
| Weitere Bilder                          | Bahnbetriebswerk Dresden-Friedrichstadt | Hamburger Straße 39b; 41 (Karte)                                              | 1935 (Bahnbetriebswerk), um 1970, westliche Werkshalle (Bahnbetriebswerk) | Verwaltungsgebäude mit Pförtnerhaus (Nr. 39b), zwei Werkhallen und Nebengebäude (Nr. 41); bemerkenswertes Bahnbetriebswerk vor allem der 1930er Jahre, charakteristische Industriearchitektur dieser Zeit, im Stil traditionell bis funktionalistisch, große Halle im Zentrum der Anlage mit monumental wirkenden Aneinanderreihungen von hochrechteckigen Öffnungen, Klinkerfassaden, westliche Halle mit Faltdach zu DDR-Zeiten errichtet, Anlage baugeschichtlich und industriegeschichtlich bedeutend. | 09218690 |
|                                         | Doppelmietshaus in offener Bebauung | Hamburger Straße 56; 58 (Karte)                                               | um 1900 (Doppelmietshaus) | zeittypischer Putzbau mit historisierender Fassade, baugeschichtlich und stadtentwicklungsgeschichtlich von Bedeutung. | 09210595 |
| Direkt Bild zu diesem Denkmal hochladen | Doppelwohnhaus in Ecklage und offener Bebauung | Hamburger Straße 59 (Karte)                                                   | 1903–1904 (Doppelwohnhaus) | Doppelwohnhaus in Ecklage und offener Bebauung (Flügelweg 2 und Hamburger Straße 59); siehe auch Flügelweg 4/6 und 8, für die Bediensteten des Werkstättenbahnhofs Dresden-Friedrichstadt errichtetes zeittypisches Wohnhaus mit Klinker-Putz-Fassade, baugeschichtlich, eisenbahngeschichtlich und sozialgeschichtlich von Bedeutung. | 09210591 |
| Weitere Bilder                          | König-Anton-Denkmal | Hohenthalplatz (Karte)                                                        | 1835 (Denkmal) | Denkmal; dreifach gestufter Sockel mit hohem Postament und Porträtbüste von Ernst Rietschel, für König Anton von Sachsen, geschichtlich und künstlerisch von Bedeutung. | 09218634 |
|                                         | Hohenthalhaus (ehem.) | Hohenthalplatz 7 (Karte)                                                      | 1779 (gestiftet), um 1855 (erhaltenes Hauptgebäude) | Krankenhausgebäude; als Amtskrankenhaus gestiftet, später Altenheim, öffentlicher Bau mit repräsentativer Putzfassade, baugeschichtlich und ortsgeschichtlich von Bedeutung. | 09218635 |
|                                         | Mietshaus in geschlossener Bebauung | Institutsgasse 4 (Karte)                                                      | um 1900 (Mietshaus) | charakteristischer spätgründerzeitlicher Bau mit historistischer Klinker-Sandstein-Fassade, baugeschichtlich von Bedeutung. | 09218691 |
| Direkt Bild zu diesem Denkmal hochladen | Mietshaus in ehemals geschlossener Bebauung | Institutsgasse 6 (Karte)                                                      | um 1900 (Mietshaus) | charakteristischer spätgründerzeitlicher Bau mit historistischer Klinker-Sandstein-Fassade, baugeschichtlich von Bedeutung. | 09306460 |
| Weitere Bilder                          | Stadthaus Friedrichstadt | Löbtauer Straße 2 (Karte)                                                     | 1907–1908 (Rathaus) | Verwaltungsgebäude; als Stadthaus mit Wohnungen von Hans Erlwein errichteter markanter Bau der versachlichten Architektur nach 1900, trotz schlichter Fassadengestaltung monumentale Wirkung, dominiert von wuchtigen Bogenöffnungen im Sockel, mittiger Kartusche und Lisenengliederung über dem ersten Obergeschoss, Werk des bedeutenden Dresdner Stadtbaurates Erlwein, nach Kriegsschäden freistehend, baugeschichtlich und künstlerisch bedeutend. | 09218692 |
| Weitere Bilder                          | Sachgesamtheit Asyl für Sieche; Städtisches Irren- und Siechenhaus; Pflegeheim Löbtauer Straße | Löbtauer Straße 31; 33 (Karte)                                                | 1886/1900 (Pflegeheim) | Sachgesamtheit Asyl für Sieche, mit folgenden Einzeldenkmalen (ID-Nr. 09218693): fünf Pflegehäuser, dreimal nur giebelständige Gebäudeteile erhalten; baugeschichtlich und sozialgeschichtlich bedeutend, heute Seniorenheim und Krankenhaus. | 09305191 |
| Weitere Bilder                          | Asyl für Sieche; Städtisches Irren- und Siechenhaus; Pflegeheim Löbtauer Straße (Einzeldenkmale zu ID-Nr. 09305191)                                                                                | Löbtauer Straße 31; 33 (Karte)                                                | 1886–1900 (Pflegeheim) | Einzeldenkmale der Sachgesamtheit Asyl für Sieche: fünf Pflegehäuser, dreimal nur giebelständige Gebäudeteile erhalten; baugeschichtlich und sozialgeschichtlich bedeutend, heute Seniorenheim und Krankenhaus. | 09218693 |
|                                         | Cavillerei; Städtische Abdeckerei (ehem.) | Lübecker Straße 47; 47a (Karte)                                               | um 1905 (Abdeckerei) | Wohn- und Verwaltungsgebäude sowie rückwärtiger Zweckbau; markantes Ensemble einer zeittypischen örtlichen Einrichtung, gestalterisch durch Klinkerelemente wie Ecklisenen und Bögen sowie Scheitelsteine hervorgehoben, baugeschichtlich und ortsgeschichtlich bedeutend. Ehem. Wohn- und Verwaltungsgebäude der Städtischen Abdeckerei, mit Trafohäuschen. | 09303112 |
|                                         | Wiederaufbau-Relief | Magdeburger Straße 1                                                          | 1951 (Relief) | Wiederaufbau-Relief; momentan eingelagert, ortsgeschichtlich und kunstgeschichtlich bedeutend. | 09218699 |
| Weitere Bilder                          | König-Albert-Hafen; Alberthafen Dresden-Friedrichstadt | Magdeburger Straße 58 (Karte)                                                 | 1891–1896 (Hafen), 1891–1896 (Südkai), 1896 (Verwaltungsgebäude), 1896 (Güterbahnhof), 1896 (Berge- und Lagerschuppen, Nordkai)                                                                                | Hafenbahnhof, Verwaltungsgebäude, Speichergebäude der früheren Elblagerhaus-Aktiengesellschaft, bez. 1905, am Südkai, Südkai sowie Berge- und Lagerschuppen und Speichergebäude mit Turm an der Nordseite des mittlerweile deutlich verkleinerten Hafenbeckens, zwei Brücken für Straßen- sowie Schienenverkehr und Kulturhaus (Fischhaus an der Schlachthofstraße); Teile des einst bedeutendsten sächsischen Binnenhafens, die Bauten zudem markante Beispiele der Industriearchitektur um 1900 und um 1955, in ihrer Gesamtheit zudem bedeutend für die Bau-, Verkehrs- und Wirtschaftsgeschichte, die beiden Brücken bemerkenswerte Zeugnisse des Ingenieurbaus, die meisten Baulichkeiten auch städtebaulich von Belang. | 09218700 |
|                                         | Vier Mehrfamilienhäuser einer Wohnanlage | Manitiusstraße 1; 3; 5 (Karte)                                                | 1926–1928 (Mehrfamilienwohnhaus) | charakteristische Häusergruppe des Wohnungs- und Siedlungsbaus um 1925 mit expressionistischen Anklängen, baugeschichtlich und stadtentwicklungsgeschichtlich von Bedeutung. | 09218701 |
|                                         | Mietshaus in geschlossener Bebauung | Manitiusstraße 7 (Karte)                                                      | um 1908 (Mietshaus) | Putzbau mit zeittypischer Fassadengliederung, mit ornamentaler Verglasung im Treppenhaus, baugeschichtlich von Bedeutung. | 09218702 |
|                                         | Mietshaus in geschlossener Bebauung | Manitiusstraße 10 (Karte)                                                     | um 1905 (Mietshaus) | markanter Bau mit zeittypischer Fassadengestaltung und Jugendstilelementen, baugeschichtlich von Bedeutung. | 09218746 |
|                                         | Mietshaus in ehemals geschlossener Bebauung | Manitiusstraße 12 (Karte)                                                     | um 1905 (Mietshaus) | markanter Putzbau mit historisierender Fassade, baugeschichtlich von Bedeutung. | 09218703 |
|                                         | Mietshaus in geschlossener Bebauung | Menageriestraße 1 (Karte)                                                     | 1902 (Mietshaus) | markanter Putzbau mit historisierender Fassade und Jugendstilformen, baugeschichtlich von Bedeutung. | 09218704 |
|                                         | Mietshaus in Ecklage und geschlossener Bebauung | Menageriestraße 1a (Karte)                                                    | 1902 (Mietshaus) | repräsentatives, historisierendes Gebäude aus dem Ende des 19. Jahrhunderts mit zeittypischer Putzfassade und Jugendstilformen, baugeschichtlich und städtebaulich von Bedeutung. | 09218705 |
|                                         | Mietshaus in ehemals geschlossener Bebauung | Menageriestraße 4 (Karte)                                                     | um 1900 (Mietshaus) | Putzbau mit historisierender Fassade, baugeschichtlich von Bedeutung. | 09218706 |
| Weitere Bilder                          | Sachgesamtheit Städtischer Schlacht- und Viehhof; heute Messe Dresden | Messering 1; 2; 3; 4; 5; 6; 7; 8a; 8b; 8c; 8e; 8f; 8g; 8k; 25; 26; 27 (Karte) | 1906–1910 (Schlachthof) | Sachgesamtheit Städtischer Schlacht- und Viehhof mit zahlreichen Einzeldenkmalen: Ladengebäude (Messering 1, 2, 3), Schauamtgebäude (Messering 4), Verwaltungsgebäude (Messering 5) und diverse Pavillonbauten (Einzeldenkmale ID-Nr. 09218718), ein Großteil des Areals heute als Messe (Messering 6) genutzt; einzigartiges architektonisches, städtebauliches und wirtschaftsgeschichtliches Areal, eines der bedeutsamsten Werke des wohl wichtigsten Dresdner Stadtbaurates Hans Erlwein, eine der bedeutendsten Schlachthofanlagen Deutschlands. Hinweise zu einzelnen Gebäuden, siehe Städtischer Vieh- und Schlachthof (Dresden). | 09302689 |
| Weitere Bilder                          | Städtischer Schlacht- und Viehhof; heute Messe Dresden (Einzeldenkmale zu ID-Nr. 09302689) | Messering 1; 2; 3; 4; 5; 6; 7; 8a; 8b; 8c; 8e; 8f; 8g; 8k; 25; 26; 27 (Karte) | 1906–1910 (Schlachthof), um 1926 (Erweiterung durch Wohnhäuser), bezeichnet 1906–1910 (Tierplastik), 1906–1910 (Figurengruppe), 1906–1910 (Malerei)                                                            | Einzeldenkmale der Sachgesamtheit Städtischer Schlacht- und Viehhof: Ladengebäude (Messering 1, 2, 3), Schauamtgebäude (Messering 4), Verwaltungsgebäude; einzigartiges architektonisches, städtebauliches und wirtschaftsgeschichtliches Areal, eines der bedeutsamsten Werke des wohl wichtigsten Dresdner Stadtbaurates Hans Erlwein, eine der bedeutendsten Schlachthofanlagen Deutschlands. | 09218718 |
|                                         | Städtische Pflegerwohnungen | Pennricher Straße 2; 2b; 4; 4b; 6 (Karte)                                     | um 1925 (Mehrfamilienwohnhaus) | Wohnanlage aus zwei im rechten Winkel zueinander stehenden Häuserzeilen mit Einfriedungen an Gohliser- und Pennricher Straße sowie Transformatorenhaus im Innenhof; als städtische Pflegerwohnungen vom Hochbauamt der Stadt errichtet, traditionelle Putz- und Klinkerbauten mit Walmdächern und spitz vortretenden Erkern, diese und die Steinsetzungen um die Hauseingänge als expressionistische Anklänge, baugeschichtlich und stadtentwicklungsgeschichtlich bedeutend. | 09210599 |
|                                         | Baugruppe Pennricher Straße: Häuserzeile bestehend aus neun Mehrfamilienhäusern (Einzeldenkmale zu ID-Nr. 09306507)                                                                                | Pennricher Straße 8; 10; 12; 14; 16; 16b; 18; 18b; 20 (Karte)                 | 1919–1920 (Mehrfamilienwohnhaus) | Einzeldenkmale der Sachgesamtheit Baugruppe Pennricher Straße: Häuserzeile bestehend aus neun Mehrfamilienhäusern; Teil einer Siedlung des Kleinwohnungsbauvereins Dresden, Pennricher Straße 14 und 16 mittels Torhaus verbunden, traditionell gestaltete Bauten mit Lochfassade, Walm- bzw. Mansarddächern mit Schopf, Fledermausgaupen, stehenden Dachhäuschen, Risaliten usw., baugeschichtlich, sozialgeschichtlich und stadtentwicklungsgeschichtlich von Bedeutung. | 09210586 |
| Weitere Bilder                          | Brunnenhaus | Pieschener Allee (Karte)                                                      | um 1910 (Brunnenhaus) | pavillonartiger Bau über annähernd oktogonalem Grundriss, Zeugnis der örtlichen Wasserversorgung, vor allem ortsgeschichtlich bedeutend. | 09305739 |
| Weitere Bilder                          | Baumbestandene Allee | Pieschener Allee (Karte)                                                      | um 1700 (Allee) | historisch überkommene doppelreihige Lindenallee nordöstlich des ehemaligen großen Ostrageheges, parallel zur Elbe gelegen, landschaftsgestalterisch und städtebaulich bedeutend. | 09210600 |
|                                         | Mietshaus in geschlossener Bebauung | Roßthaler Straße 1 (Karte)                                                    | um 1870 (Mietshaus) | charakteristischer gründerzeitlicher Bau mit ausgewogener historisierender Fassadengestaltung, baugeschichtlich von Bedeutung. | 09218707 |
|                                         | Wohnhaus in offener Bebauung | Schäferstraße 46 (Karte)                                                      | um 1860 (Wohnhaus) | schlichter Putzbau, Relikt der ehemaligen Bebauung an der Nordseite der Schäferstraße, baugeschichtlich von Bedeutung. | 09218709 |
|                                         | Wohnhaus in Ecklage und ehemals geschlossener Bebauung | Schäferstraße 50 (Karte)                                                      | um 1860 (Wohnhaus) | schlichter Putzbau mit ausgewogener Fassade, Relikt der ehemaligen Bebauung an der Nordseite der Schäferstraße, baugeschichtlich von Bedeutung. | 09218710 |
|                                         | Wohnhaus in ehemals geschlossener Bebauung | Schäferstraße 56 (Karte)                                                      | um 1865 (Wohnhaus) | Zeugnis vorgründerzeitlicher Wohnbebauung, baugeschichtlich von Bedeutung. | 09218711 |
|                                         | Wohnhaus in geschlossener Bebauung | Schäferstraße 58 (Karte)                                                      | 1862–1863 (Wohnhaus) | Putzbau mit ausgewogener Fassade, Zeugnis vorgründerzeitlicher Wohnbebauung, baugeschichtlich von Bedeutung. | 09218978 |
| Direkt Bild zu diesem Denkmal hochladen | Wohnhaus in geschlossener Bebauung | Schäferstraße 60 (Karte)                                                      | um 1865 (Wohnhaus) | Zeugnis vorgründerzeitlicher Wohnbebauung, baugeschichtlich von Bedeutung. | 09218979 |
|                                         | Wohnhaus in geschlossener Bebauung | Schäferstraße 62 (Karte)                                                      | um 1865 (Wohnhaus) | Zeugnis vorgründerzeitlicher Wohnbebauung, baugeschichtlich von Bedeutung | 09218980 |
|                                         | Mietshaus in ehemals geschlossener Bebauung | Schäferstraße 69 (Karte)                                                      | um 1895 (Mietshaus) | charakteristischer spätgründerzeitlicher Bau mit historistischer Klinker-Sandstein-Fassade, baugeschichtlich von Bedeutung. | 09218712 |
|                                         | Mietshaus in geschlossener Bebauung | Schäferstraße 71 (Karte)                                                      | um 1895 (Mietshaus) | charakteristischer spätgründerzeitlicher Bau mit historistischer Klinker-Sandstein-Fassade, baugeschichtlich von Bedeutung. | 09218981 |
|                                         | Mietshaus in Ecklage und geschlossener Bebauung | Schäferstraße 73 (Karte)                                                      | um 1885 (Mietshaus) | charakteristischer spätgründerzeitlicher Bau mit historistischer Klinker-Sandstein-Fassade, baugeschichtlich von Bedeutung. | 09218713 |
|                                         | Wohnanlage aus drei Häusern in geschlossener Bebauung und Ecklage | Schäferstraße 75; 77 (Karte)                                                  | um 1910 (Doppelwohnhaus), um 1910 (Wohnhaus) | an der Ecke Schäferstraße/Vorwerkstraße gelegene einheitlich konzipierte Baugruppe im Reformstil der Zeit um 1910, baugeschichtlich und städtebaulich von Bedeutung. Wohnhausgruppe, breiter Dreiecksgiebel, offenes Treppenhaus mit Elementen des Jugendstils und Art déco. | 09218714 |
|                                         | Mietshaus in geschlossener Bebauung | Schäferstraße 79 (Karte)                                                      | um 1880 (Mietshaus) | zeittypische historisierende Putz-Sandstein-Fassade, baugeschichtlich von Bedeutung. | 09218715 |
|                                         | Doppelhaus in geschlossener Bebauung | Schäferstraße 81; 83 (Karte)                                                  | um 1910 (Direktorenwohnhaus) | einheitlich konzipierte Fassade im Reformstil der Zeit um 1910, baugeschichtlich und städtebaulich von Bedeutung. | 09218716 |
|                                         | Mietshaus in Ecklage und offener Bebauung | Schäferstraße 101 (Karte)                                                     | kurz vor 1900 (Mietshaus) | charakteristischer spätgründerzeitlicher Bau mit historistischer Klinker-Sandstein-Fassade, baugeschichtlich und stadtentwicklungsgeschichtlich von Bedeutung. | 09218717 |
| Weitere Bilder                          | Städtische Hauptmarkthalle; Großmarkthalle | Schweriner Straße 56 (Karte)                                                  | 1893–1895 (Markthalle) | Markthalle; repräsentativer Hallenbau mit kräftig ausgebildeten Fassaden, die durch Risalite mit barockisierenden Giebeln betont werden, baugeschichtlich, städtebaulich und straßenbildprägend bedeutend. Großmarkthalle, ehem. Hauptmarkthalle, unter Edmund Bräter errichtet, 1945 teilzerstört und vereinfacht ohne Uhrturm wieder aufgebaut. | 09218719 |
|                                         | Roßthaler Hof | Schweriner Straße 63 (Karte)                                                  | um 1895 (Wohn- und Geschäftshaus) | Wohn- und Geschäftshaus in Ecklage und ehemals geschlossener Bebauung; repräsentativer späthistoristischer Bau mit charakteristischer Werkstein-Klinker-Fassade, baugeschichtlich und städtebaulich bedeutend. Eckhaus einer teilzerstörten Blockbebauung (Dachstuhl ausgebrannt am 16. August 2012), wird zurzeit restauriert. | 09218720 |
|                                         | Mietshaus in geschlossener Bebauung | Seminarstraße 8 (Karte)                                                       | 1901 (Mietshaus) | markanter Bau mit durchgebildeter Jugendstilfassade, baugeschichtlich und baukünstlerisch von Bedeutung. | 09218721 |
|                                         | Mietshaus in ehemals geschlossener Bebauung | Seminarstraße 9 (Karte)                                                       | 1876 (Mietshaus) | zeittypischer Bau mit historisierender Fassade, baugeschichtlich von Bedeutung. | 09218722 |
|                                         | Doppelmietshaus in geschlossener Bebauung | Seminarstraße 10; 12 (Karte)                                                  | um 1910 (Doppelmietshaus) | repräsentativer Putzbau mit Fassadengestaltung im Reformstil der Zeit um 1910, baugeschichtlich von Bedeutung. | 09218723 |
| Weitere Bilder                          | Armen- und Realschule; III. Bürgerschule; 48. Schule | Seminarstraße 11; 11a; 11b (Karte)                                            | bezeichnet 1785 (Schule), 1871 (Schulhaus an der Straße) | Zwei Schulhäuser und Turnhalle: erstes Schulhaus aus dem Jahr 1785, dreigeschossig mit flachem Walmdach, Umbau 1827 durch Samuel Rößler, weitere Veränderung um 1880, zweites Schulhaus 1871 würfelförmig mit Turnhalle, der im Hof gelegene Bau ältestes Dresdner Schulgebäude; baugeschichtlich und sozialgeschichtlich von Bedeutung sowie wichtiges Zeugnis für die Geschichte des Schulwesens in Sachsen. Heute unter anderem durch das Schulmuseum Dresden genutzt. | 09218724 |
|                                         | Mietshaus in geschlossener Bebauung | Seminarstraße 13 (Karte)                                                      | um 1875 (Mietshaus) | zeittypischer Putzbau mit historisierender Fassade, baugeschichtlich von Bedeutung. | 09218725 |
|                                         | Mietshaus in ehemals geschlossener Bebauung | Seminarstraße 14 (Karte)                                                      | um 1900 (Mietshaus) | repräsentatives, historisierendes Gebäude aus dem Ende des 19. Jahrhunderts mit zeittypischer Klinker-Werkstein-Fassade, baugeschichtlich von Bedeutung. | 09218726 |
|                                         | Mietshaus in halboffener Bebauung | Seminarstraße 15 (Karte)                                                      | um 1895 (Mietshaus) | markanter Bau mit historisierender Klinker-Sandstein-Fassade, baugeschichtlich von Bedeutung. | 09218727 |
|                                         | Mietshaus in ehemals geschlossener Bebauung | Seminarstraße 22 (Karte)                                                      | um 1890 (Mietshaus) | schlichter Bau der späten Gründerzeit mit historisierender Fassade, baugeschichtlich von Bedeutung. | 09218728 |
|                                         | Mietshaus in geschlossener Bebauung | Seminarstraße 24 (Karte)                                                      | um 1890 (Mietshaus) | schlichter Bau der späten Gründerzeit mit historisierender Fassade, baugeschichtlich von Bedeutung. | 09218729 |
|                                         | Mietshaus in geschlossener Bebauung | Seminarstraße 26 (Karte)                                                      | um 1890 (Mietshaus) | Putzbau mit historisierender Fassade in der Tradition der Stadtpalais der Dresdner Schule, baugeschichtlich von Bedeutung. | 09218730 |
|                                         | Mietshaus in Ecklage und geschlossener Bebauung | Seminarstraße 28 (Karte)                                                      | bezeichnet 1892 (Mietshaus) | historisierendes Gebäude aus dem Ende des 19. Jahrhunderts mit zeittypischer Putzfassade, baugeschichtlich und städtebaulich von Bedeutung. | 09218731 |
|                                         | Fünf Wohnhäuser einer Wohnhausgruppe in offener Bebauung, mit Teilen der Einfriedung | Semmelweisstraße 2; 4; 6 (Karte)                                              | bezeichnet 1906 (Wohnhaus) | nach einer einheitlichen Konzeption gestaltete Putzbauten mit barockisierender Fassade, baugeschichtlich und stadtentwicklungsgeschichtlich von Bedeutung. | 09218732 |
|                                         | Fünf Mietshäuser einer Häuserzeile | Semmelweisstraße 13; 15; 17; 19; 21 (Karte)                                   | um 1925 (Mietshaus) | charakteristische Mietshäuser der 1920er Jahre, zurückhaltende und dennoch ausdrucksstarke Fassadengestaltung, baugeschichtlich und städtebaulich von Bedeutung. | 09218733 |
| Weitere Bilder                          | Übigauer Allee | Übigauer Fährweg (Karte)                                                      | ab 1725 (Allee) | Allee; die von Südosten nach Nordwesten verlaufenden Allee befindet sich in der Hauptachse des Schlosses Übigau und stellt damit eine wichtige Verbindung von diesem in die Landschaft dar, von stadtgeschichtlicher und landschaftsgestaltender Bedeutung. | 09218734 |
|                                         | Baugruppe Pennricher Straße: Doppelwohnhaus (Einzeldenkmale zu ID-Nr. 09306507) | Unkersdorfer Straße 1; 3 (Karte)                                              | 1919–1920, 1925 (Doppelwohnhaus) | Einzeldenkmale der Sachgesamtheit Baugruppe Pennricher Straße: Doppelwohnhaus; Teil einer Siedlung des Kleinwohnungsbauvereins Dresden, traditionell gestalteter Bau mit Lochfassade, Risaliten, Mansarddach mit Schopf, Dacherkern, stehenden Dachhäuschen, Fledermausgaupen usw., baugeschichtlich, sozialgeschichtlich und stadtentwicklungsgeschichtlich von Bedeutung. | 09210596 |
|                                         | Baugruppe Pennricher Straße: Häuserzeile bestehend aus vier Mehrfamilienhäusern (Einzeldenkmale zu ID-Nr. 09306507)                                                                                | Unkersdorfer Straße 2; 4; 6; 6b (Karte)                                       | bezeichnet 1925 (Mehrfamilienwohnhaus) | Einzeldenkmale der Sachgesamtheit Baugruppe Pennricher Straße: Häuserzeile bestehend aus vier Mehrfamilienhäusern; Teil einer Siedlung des Kleinwohnungsbauvereins Dresden, traditionell gestaltete Bauten mit Lochfassade, Mansardwalmdächern, Fledermausgaupen, stehenden Dachhäuschen, Risaliten, Uhrentürmchen usw., baugeschichtlich, sozialgeschichtlich und stadtentwicklungsgeschichtlich von Bedeutung. | 09218736 |
|                                         | Baugruppe Pennricher Straße: Doppelwohnhaus (Einzeldenkmale zu ID-Nr. 09306507) | Unkersdorfer Straße 5; 5b (Karte)                                             | 1919–1920, 1925 (Doppelwohnhaus) | Einzeldenkmale der Sachgesamtheit Baugruppe Pennricher Straße: Doppelwohnhaus; Teil einer Siedlung des Kleinwohnungsbauvereins Dresden, traditionell gestalteter Bau mit Lochfassade, Risaliten, Mansarddach mit Schopf, Dacherkern, stehenden Dachhäuschen, Fledermausgaupen usw., baugeschichtlich, sozialgeschichtlich und stadtentwicklungsgeschichtlich von Bedeutung. | 09218735 |
| Direkt Bild zu diesem Denkmal hochladen | Mietshaus in geschlossener Bebauung | Vorwerkstraße 13 (Karte)                                                      | um 1900 (Mietshaus) | Putzbau mit historisierender Fassade in der Tradition der Dresdner Schule, baugeschichtlich von Bedeutung. | 09218737 |
|                                         | Mietshaus in halboffener Bebauung | Vorwerkstraße 15 (Karte)                                                      | um 1900 (Mietshaus) | Putzbau mit historisierender Fassade in der Tradition der Dresdner Schule, baugeschichtlich von Bedeutung. | 09218740 |
|                                         | Wohnanlage aus drei Häusern in geschlossener Bebauung und Ecklage | Vorwerkstraße 30 (Karte)                                                      | um 1910 (Doppelwohnhaus), um 1910 (Wohnhaus) | an der Ecke Schäferstraße/Vorwerkstraße gelegene einheitlich konzipierte Baugruppe im Reformstil der Zeit um 1910, baugeschichtlich und städtebaulich von Bedeutung. | 09218714 |
|                                         | Mietshaus in geschlossener Bebauung | Wachsbleichstraße 1 (Karte)                                                   | um 1880 (Mietshaus) | charakteristischer spätgründerzeitlicher Bau mit historisierender Putzfassade, baugeschichtlich von Bedeutung. | 09218739 |
|                                         | Zwei Wohn- und Geschäftshäuser in geschlossener Bebauung | Wachsbleichstraße 2; 2b (Karte)                                               | bezeichnet 1898 (Wohn- und Geschäftshaus) | repräsentative Bauten mit aufwändiger Fassade im Stil der deutschen Neogotik und Frührenaissance, baugeschichtlich, baukünstlerisch und städtebaulich von Bedeutung. Hauseingang mit Sitznischenportal um 1898. | 09218747 |
|                                         | Wohnhaus in geschlossener Bebauung | Wachsbleichstraße 3 (Karte)                                                   | bezeichnet 1864 (Wohnhaus) | Putzbau mit ausgewogener Fassade, baugeschichtlich von Bedeutung | 09218748 |
|                                         | Wohnhaus in geschlossener Bebauung | Wachsbleichstraße 4 (Karte)                                                   | um 1850 (Wohnhaus) | Putzbau mit ausgewogener spätbiedermeierlichen Fassade, baugeschichtlich von Bedeutung. | 09218749 |
|                                         | Mietshaus in geschlossener Bebauung | Wachsbleichstraße 5 (Karte)                                                   | um 1890 (Mietshaus) | charakteristischer spätgründerzeitlicher Bau mit historisierender Klinker-Sandstein-Fassade, baugeschichtlich von Bedeutung. | 09218750 |
| Weitere Bilder                          | 17. Bezirksschule (ehem.); 17. Grundschule | Wachsbleichstraße 6 (Karte)                                                   | 1881 (Schule) | Schulgebäude, Turnhalle, überdachter Verbindungstrakt und Nebengebäude (Toilettenhäuschen), erbaut von Theodor Friedrich; repräsentativer, gründerzeitlicher Schulbau mit reich gegliederter Putz-Sandstein-Fassade, baugeschichtlich, ortsgeschichtlich und sozialgeschichtlich von Bedeutung. | 09218751 |
|                                         | Mietshaus in geschlossener Bebauung | Wachsbleichstraße 7 (Karte)                                                   | um 1890 (Mietshaus) | spätgründerzeitlicher Bau mit sparsamer historisierender Klinker-Sandstein-Fassade, baugeschichtlich von Bedeutung. | 09218982 |
|                                         | Mietshaus in geschlossener Bebauung | Wachsbleichstraße 9 (Karte)                                                   | um 1890 (Mietshaus) | charakteristischer spätgründerzeitlicher Bau mit historisierender Klinker-Sandstein-Fassade, baugeschichtlich von Bedeutung. | 09218983 |
|                                         | Mietshaus in Ecklage und ehemals geschlossener Bebauung | Wachsbleichstraße 14 (Karte)                                                  | um 1875 (Mietshaus) | charakteristisches spätgründerzeitliches Mietshaus, städtebaulich wichtiger Eckbau einer kriegszerstörten geschlossenen Bebauung, baugeschichtlich bedeutend. | 09218752 |
|                                         | Hinterhaus | Wachsbleichstraße 19 (Karte)                                                  | um 1885 (Hinterhaus) | zeittypischer Klinkerbau, baulicher Rest einer kriegszerstörten Hinterhausbebauung in der Wachsbleichstraße, baugeschichtlich und sozialgeschichtlich von Bedeutung. | 09218754 |
|                                         | Mietshaus in ehemals geschlossener Bebauung | Wachsbleichstraße 22 (Karte)                                                  | um 1910 (Mietshaus) | repräsentativer Putzbau im Reformstil der Zeit um 1910, durch Kriegsverluste eines der letzten Häuser am westlichen Rand der Wachsbleichstraße, baugeschichtlich und städtebaulich von Bedeutung. | 09218755 |
|                                         | Wohnhaus in ehemals geschlossener Bebauung | Wachsbleichstraße 25 (Karte)                                                  | um 1860 (Wohnhaus) | Putzbau mit ausgewogener, historisierender Fassade, baugeschichtlich von Bedeutung. | 09218756 |
|                                         | Wohnhaus in Ecklage und ehemals geschlossener Bebauung | Wachsbleichstraße 27 (Karte)                                                  | um 1865 (Wohnhaus) | Putzbau mit ausgewogener, historisierender Fassade, baugeschichtlich und städtebaulich von Bedeutung. | 09218757 |
|                                         | Vier Mehrfamilienhäuser einer Wohnanlage | Wachsbleichstraße 45 (Karte)                                                  | 1926–1928 (Mehrfamilienwohnhaus) | charakteristische Häusergruppe des Wohnungs- und Siedlungsbaus um 1925 mit expressionistischen Anklängen, baugeschichtlich und stadtentwicklungsgeschichtlich von Bedeutung. | 09218701 |
| Weitere Bilder                          | Bienertsche Hafenmühle (ehem.) | Waltherstraße 2 (Karte)                                                       | 1913 (Mühle) | Mühlengebäude, Silo mit Turmanbau (Silo- bzw. Wasserturm), Maschinen- und Kesselhaus (Gebäudeteile erhalten) und Verladehalle; unter Theodor und Erwin Bienert errichtet durch Lossow & Kühne, Fassadengliederung durch einfach Kolossalordnung, markante Dachgestaltungen, Akzentsetzung mittels hoch aufragendem Turm, Mühlentechnik nach 1991 grundlegend erneuert, Anlage zur Entstehungszeit einer der größten Mühlenstandorte Deutschlands, industriegeschichtlich von Belang, zudem baukünstlerisch bedeutsam und als Wahrzeichen des westlichen Dresdens wichtig für die Stadtsilhouette. | 09218759 |
| Weitere Bilder                          | Straßenbahnhof Waltherstraße | Waltherstraße 9; 9a; 9b; 9c; 11; 11b; 11c; 11d (Karte)                        | 1926 (Straßenbahndepot) | Straßenbahnhof bestehend aus Einfahrhalle und Seitenhallen, straßenseitigem Wohnblock sowie Verwaltungs- und Werkstattgebäude; größter Dresdner Straßenbahnhof mit architekturhistorisch bemerkenswerter, für Dresden seltener expressionistischer und von Art déco beeinflusster Baugestaltung, baugeschichtlich und ortsgeschichtlich von Bedeutung. | 09218760 |
| Weitere Bilder                          | Mietshaus in ehemals geschlossener Bebauung | Waltherstraße 23 (Karte)                                                      | um 1895 (Mietshaus) | charakteristischer spätgründerzeitlicher Bau mit historistischer Klinker-Sandstein-Fassade, baugeschichtlich von Bedeutung. | 09218761 |
| Weitere Bilder                          | Berliner Bahnhof; Bahnhof Dresden-Friedrichstadt | Waltherstraße 31; 36 (Karte)                                                  | 1893 (Verwaltungsgebäude) | Zwei Verwaltungsgebäude des ehemaligen Berliner Bahnhofs; repräsentative Gebäude aus dem Ende des 19. Jahrhunderts mit zeittypischer Klinkerfassade, baugeschichtlich, eisenbahngeschichtlich und kulturgeschichtlich von Bedeutung. | 09218763 |
| Weitere Bilder                          | Berliner Bahnhof; Bahnmeisterei Dresden-Altstadt; Frachtzentrum | Waltherstraße 34 (Karte)                                                      | 1873–1875 (Güterbahnhof) | Expeditionsgebäude des ehemaligen Berliner Bahnhofs mit Güterschuppen und Rampen; charakteristisches Gebäude aus dem Ende des 19. Jahrhunderts mit zeittypischer Klinkerfassade, baugeschichtlich, eisenbahngeschichtlich und kulturgeschichtlich von Bedeutung, unveränderter Zustand. | 09218764 |
| Weitere Bilder                          | Tabak- und Zigarettenfabrik Yenidze | Weißeritzstraße 3 (Karte)                                                     | 1907–1909 (Tabakfabrik) | Ehem. Zigarettenfabrike Yenidze, von Martin Hammitzsch erbaut, Fabrikations- und Verwaltungsgebäude mit erhaltenen Teilen der historischen Einfriedung; moscheeartig gestalteter sechs- bzw. siebengeschossiger Industriebau mit Türmchen, »Minarett«, farbiger Fassadengestaltung, orientalisierendem Bauschmuck und weithin sichtbarer gläserner Kuppel, eines der Wahrzeichen Dresdens, einzigartig gestaltetes Fabrikgebäude, baugeschichtlich, künstlerisch und städtebaulich bedeutend. | 09218766 |
|                                         | Mietshaus in ehemals geschlossener Bebauung | Weißeritzstraße 22 (Karte)                                                    | um 1905 (Mietshaus) | gegenüber dem ehemaligen Wettiner Bahnhof gelegener Putzbau mit repräsentativer Fassade, baugeschichtlich und städtebaulich von Bedeutung. | 09218768 |
|                                         | Mietshaus in Ecklage und geschlossener Bebauung | Weißeritzstraße 38 (Karte)                                                    | um 1900 (Mietshaus) | Mietshaus (Weißeritzstraße 38 zusammen mit Adlergasse 1a), markantes Eckhaus mit breiter Straßenfront zur Seminarstraße, baugeschichtlich und stadtentwicklungsgeschichtlich von Bedeutung. | 09218769 |
|                                         | Mietshaus in geschlossener Bebauung | Weißeritzstraße 40 (Karte)                                                    | um 1895 (Mietshaus) | repräsentativer Bau der späten Gründerzeit mit historisierender Klinker-Sandstein-Fassade, baugeschichtlich und stadtentwicklungsgeschichtlich bedeutend. | 09218770 |
|                                         | Mietshaus in halboffener Bebauung | Weißeritzstraße 42; 44 (Karte)                                                | um 1895 (Mietshaus) | markanter Bau der späten Gründerzeit mit historisierender Klinker-Sandstein-Fassade, baugeschichtlich und stadtentwicklungsgeschichtlich bedeutend. | 09218771 |
|                                         | Mietshaus in ehemals geschlossener Bebauung | Weißeritzstraße 48 (Karte)                                                    | um 1890 (Mietshaus) | historisierende Klinkerfassade, baugeschichtlich von Bedeutung | 09218587 |
| Weitere Bilder                          | Zwei Wohn- und Geschäftshäuser in geschlossener Bebauung | Weißeritzstraße 52 (Karte)                                                    | bezeichnet 1898 (Wohn- und Geschäftshaus) | repräsentative Bauten mit aufwändiger Fassade im Stil der deutschen Neogotik und Frührenaissance, baugeschichtlich, baukünstlerisch und städtebaulich von Bedeutung. | 09218747 |
| Weitere Bilder                          | Wohnhaus in ehemals halboffener Bebauung | Wölfnitzstraße 4 (Karte)                                                      | um 1865 (Wohnhaus) | charakteristischer Putzbau mit historisierender Fassade, baugeschichtlich von Bedeutung. | 09218774 |
| Weitere Bilder                          | Wohnhaus in ehemals geschlossener Bebauung | Wölfnitzstraße 11 (Karte)                                                     | um 1865 (Wohnhaus) | Putzbau mit ausgewogener, historisierender Fassade, baugeschichtlich von Bedeutung. | 09218775 |
| Weitere Bilder                          | Mietshaus in ehemals halboffener Bebauung | Wölfnitzstraße 17 (Karte)                                                     | um 1905 (Mietshaus) | markanter Putzbau, Fassadengestaltung mit Anklängen an den Reformstil, baugeschichtlich und städtebaulich von Bedeutung. | 09218776 |
| Weitere Bilder                          | Städtischer Schlacht- und Viehhof; heute Messe Dresden (Einzeldenkmale zu ID-Nr. 09302689) | Zur Messe 1; 3; 5; 9 (Karte)                                                  | 1906–1910 (Schlachthof), um 1926 (Erweiterung durch Wohnhäuser), bezeichnet 1906–1910 (Tierplastik), 1906–1910 (Figurengruppe), 1906–1910 (Malerei)                                                            | Einzeldenkmale der Sachgesamtheit Städtischer Schlacht- und Viehhof: ehem. Markthallen (Zur Messe 1, 5 und 9), erhaltener Kopfbau (Zur Messe 3); einzigartiges architektonisches, städtebauliches und wirtschaftsgeschichtliches Areal, eines der bedeutsamsten Werke des wohl wichtigsten Dresdner Stadtbaurates Hans Erlwein, eine der bedeutendsten Schlachthofanlagen Deutschlands. | 09218718 |

## Ausführliche Denkmaltexte
1. 1 2 3  Sachgesamtheit Asyl für Sieche mit folgenden Einzeldenkmalen: fünf Pflegehäuser, dreimal nur giebelständige Gebäudeteile erhalten, von Nord nach Süd an der Löbtauer Straße Erweiterungsbau, Haus für körperlich sieche Frauen und Haus für körperlich sieche Männer und Frauen, rückwärtiges Haus für geistig sieche Männer und Haus für geistig sieche Frauen sowie Kesselhaus und an der Altonaer Straße kleine Leichenhalle, einem am Eingang zur Löbtauer Straße gelegenen Haus, den Außenanlagen vor und zwischen den Gebäuden sowie die erhaltenen Teile der Einfriedungsmauer als Sachgesamtheitsteile; heute Seniorenheim und Krankenhaus, im Pavillon-System errichtete Anlage eines Siechenhauses aus dem späten 19. Jahrhundert, als markantes Beispiel für diese Bauaufgabe baugeschichtlich und sozialgeschichtlich bedeutend, zudem ortsgeschichtlich wertvolles Dokument für einen Abschnitt der Geschichte des Dresdner Wohlfahrtswesens, durch ihre Wirkung im Stadtraum außerdem städtebaulich von Belang.
2. ↑  Denkmaltext

Verwaltungsgebäude der Staatseisenbahnen. Errichtet 1894–1895. Dem Typus des frei stehenden Wohnhauses ähnlich, dreigeschossig mit Walmdach. Ein Klinkerbau, dessen Fassadengliederung vom Reiz der unterschiedlichen Materialfarbigkeit herrührt: Rosarote Klinker im Erdgeschoss, gelborangefarbene in den Obergeschossen und dunkelrote in den reichen Gliederungen der Gesimse, Bänder und den teppichartigen Mustern der fensterlosen Wandflächen. Die Straßenansicht symmetrisch, dreiachsiger Mittelrisalit. Im Erdgeschoss rundbogige und korbbogige Fenster, die Seitenansichten fensterlos. Die Rückseite durch das kräftig vortretende Treppenhaus gegliedert. Das Stichbogenportal und die Stichbogenfenster in getreppten Leibungen. Die Gauben im Walmdach mit verdachten Fialen. Ein bezeichnender Bau der Generaldirektion der Staatseisenbahnen (vgl. Elbhafen und Reichsbahnausbesserungswerk) (Denkmaltopographie Dresden-Friedrichstadt 1994, bearbeitet).
3. 1 2  Sachgesamtheit Stadtkrankenhaus Friedrichstadt mit Einzeldenkmalen: Ärztehaus, Haus A (Marcolinipalais mit Flügeln, Ehrenhof, zwei Seitengebäuden, Verbindungsgang und ehemaliger Orangerie), Haus M (Frauenklinik), Haus N (Chirurgie), Haus P (ehem. königliche Frauenklinik), Haus R (ehem. Hals-Nasen-Ohren-Klinik), Haus S, Haus U (Pathologie mit Hörsaal und ehem. Krankenhauskapelle), Wirtschaftsgebäude, Küchentrakt, Transformatorenhäuschen, Einfriedung des gesamten Areals und Gartenanlage mit Wegesystem sowie struktur- und raumbildender Bepflanzung (Gartendenkmal), ausgestattet mit Neptunbrunnen, Küfer- bzw. Winzerbrunnen, zwei Wasserbecken, Vasen, den Statuen von »Tomyris« und »Themistokles« sowie zwei weiblichen Hermen, Gebäude mit bauplastischem Schmuck, an der Straßenseite von Haus A vier Löwenfiguren, drei Hermen, freistehendes Portal und Delphinbrunnen im Ehrenhof sowie zwei Reihen von Sandsteinpollern (Einzeldenkmale ID-Nr. 09218662, Friedrichstraße 39 und ID-Nr. 09218664, Friedrichstraße 41); Anlage des Krankenhauses als ein Kulturdenkmal von besonderer baugeschichtlicher, geschichtlicher und künstlerischer Dichte.

Umbau eines vorher bestehenden kleinen Palais (1727 durch Johann Christoph von Naumann errichtet) durch Johann Christoph Knöffel ab 1746 für Heinrich von Brühl, es entstanden eine Orangerie und Seitenflügel; ab 1774 im Besitz von Camillo Marcolini, Umbau durch Johann Daniel Schade und Johann Gottfried Kuntsch. Neptunbrunnen von Lorenzo Mattielli nach einem Entwurf von Zacharias Longuelune.
4. ↑  Denkmaltext

Kapelle. Diese 1914–17 umgebaut, in der dabei angefügten Apsis Aufstellung der überaus beeindruckenden Kreuzigungsgruppe vom Grab Permosers († 1732), von Balthasar Permoser selbst geschaffen. Das Postament als Fels gebildet, darauf die dramatisch bewegte Gruppe, die Figuren fast lebensgroß. – Die Grabsteine vor allem aus Sandstein, neben einigen barocken, auch viele klassizistische Steine und verschiedene des Königlich-Sächsischen Hofbildhauers Franz Pettrich. – Schlichter Sarkophag für Balthasar Permoser († 1732), die zugehörige Kreuzigungsgruppe heute in der Kapelle. – Grabstein für den Generalfeldmarschall Johann Georg Chevalier de Saxe († 1774), Sohn Augusts des Starken: auf hohem Postament Sarkophag mit Wappen und Hermelinmantel. – Grabstein für Johann Graf Renard († 1746) mit von Trophäen, Wappen, Kriegsgerät und Putten umgebener Inschrifttafel. – Grabstätte der Familie Elsner (früher Roos), um 1750: auf niedrigem Unterbau ein Obelisk mit Draperie und Strahlenkranz, seitlich kleine, vollplastische Figuren der Spes und eines Putto mit Weihrauchgefäß. – Grabstein der Familie Longo, um 1750: über hohem Postament stark bewegter Aufsatz mit drei Rokokokartuschen. – Wandgrab für Ignatius Graf von Accoramboni († 1793): über gestuftem Unterbau mit Familienwappen, die von Pilastern und Dreieckgiebel eingefasste Schriftplatte, seitlich die lebensgroßen, vollplastischen Figuren der Caritas und Fortitudo. – Grabstein für den Maler und Direktor der Dresdner Kunstakademie  Johann Baptist Casanova († 1795) von Traugott Leberecht Pochmann und Franz Pettrich: Über hohem Sockel mit Inschriften eine stark bewegte, weibliche Figur in stolzer Haltung, in der Rechten eine Farbdose haltend, zu ihren Füßen Schild mit den Initialen I.B.C. – Grabstein für Caroline Pettrich († 1803) und Juliane Pettrich († 1806), von Franz Pettrich entworfen und ausgeführt: auf einem mit Putten, Mohngirlande und Schrifttafel geschmückten Sarkophag eine schlummernde, weibliche Figur mit Mohnblüten in der Hand. – Grabstein für den Königlich-Sächsischen Hoforganisten Johann Anton Dreyssig († 1815): Stele (aus Sandstein) mit der Büste des Verstorbenen (aus Eisen). – Wandgrab für Bischof Johannes Aloysius Schneider († 1818), von Franz Pettrich: Portikusarchitektur, das Relief mit Darstellung der Krönung des Verstorbenen vor der Himmelspforte durch Fides, Spes und Caritas. – Grabstein der Majorin Marie Therese von Dreßler und Scharfenstein († 1820), von Franz Pettrich: auf einfachem Postament, seitlich Reliefs mit Putten, kniet ein in sich versunkenes, junges Mädchen in griechischer Tracht und Frisur, den Kopf geneigt, mit beiden Händen einen Lilienzweig haltend.– Zahlreiche Grabmale polnischer Emigranten, 19. Jahrhundert.
5. 1 2 3  Sachgesamtheit Städtischer Schlacht- und Viehhof, mit folgenden Einzeldenkmalen: Ladengebäude (Messering 1, 2, 3), Schauamtgebäude (Messering 4), Verwaltungsgebäude (Messering 5), Pförtnerhaus und Torwarthäusern mit Plastik (Messering 6), Gastwirtschaftsgebäude mit Nebengebäude (Messering 7), Markthalle für Schweine und Kälber (Messering 8a/8b/8c und Zur Messe 1, vorher Messering 8), Markthalle für Großvieh (Messering 8e/8f/8g, Zur Messe 5), Markthalle für Schafe und Verwaltungsgebäude, erhaltener Kopfbau (Zur Messe 3), drei Futterställe (1. 2. Futterstall, Zur Messe 9 sowie 3. Futterstall, Messering 8k), Gebäudeteile der Schlachthallen und des Kühlhauses, Verbindungshalle zwischen Schlachthallen und Kühlhaus, Stallungen für Auslandsvieh (Zur Messe 9), Überständerstallgebäude für Kleinvieh, Kessel- und Maschinenhaus (Heizhaus), Werkstättengebäude, Amtsschlachthof, Häute- und Talgannahme, Talgschmelze mit Wirtschaftsgebäude und Wohnhaus, Abwasserreinigung, Wohnhäusern mit Plastik im Garten (Messering 25, 26, 27), Bedürfnisanstalt (ehem.), Brunnenhaus (in der Gleisschleife) und diverse Pavillonbauten (Einzeldenkmale ID-Nr. 09218718) sowie der Fläche des Areals (Sachgesamtheitsteil); ein Großteil des Areals heute als Messe (Messering 6) genutzt, einzigartiges architektonisches, städtebauliches und wirtschaftsgeschichtliches Areal, eines der bedeutsamsten Werke des wohl wichtigsten Dresdner Stadtbaurates Hans Erlwein, eine der bedeutendsten Schlachthofanlagen Deutschlands.
6. ↑  Denkmaltext

Die Roßthaler Straße 1, wohl 20–30 Jahre eher errichtet als die Schweriner Straße 63, ist ebenfalls ein respektabler, wohl gründerzeitlicher und weitestgehend unveränderter Bau aus seiner Entstehungszeit. Er zeigt eine ausgewogene und harmonische Fassadengestaltung. Das Erdgeschoss ist durch Putznutungen hervorgehoben. Darüber werden dann vor allem die Mittelachse und das erste Obergeschoss mittels der Fensterrahmungen betont. Es ist davon auszugehen, dass der viergeschossige Bau lange Zeit auch als Hotel genutzt wurde (Inschriften an der Fassade).
Als weitestgehend unverändertes und exemplarisches Beispiel gründerzeitlicher Architektur ist das Gebäude Roßthaler Straße 1 baugeschichtlich bedeutend. Das öffentliche Erhaltungsinteresse ergibt sich vor allem aus seinem exemplarischen Charakter und der Tatsache, dass die Denkmaleigenschaft des Gebäudes zu mindestens von einem breiten Sachverständigenkreis anerkannt wird. Vergleichbare Objekte sind in den Denkmaltopographien aller Bundesländer zu finden (LfD/2009).